# Llista d'asteroides (430001-431000)
Llista d'asteroides del 430.001 al 431.000, amb data de descoberta i descobridor. És un fragment de la llista d'asteroides completa. Als asteroides se'ls dona un número quan es confirma la seva òrbita, per tant apareixen llistats aproximadament segons la data de descobriment.

## 430001– 430100
| Nom    | Designació provisional | Data de descobriment   | Lloc de descobriment | Descobridor/s        |
| ------ | ---------------------- | ---------------------- | -------------------- | -------------------- |
| 430001 | 2013 QV45              | 24 d'octubre de 2009   | Kitt Peak            | Spacewatch           |
| 430002 | 2013 QP47              | 23 de setembre de 2008 | Mount Lemmon         | Mt. Lemmon Survey    |
| 430003 | 2013 QY66              | 20 de novembre de 2006 | Kitt Peak            | Spacewatch           |
| 430004 | 2013 QZ66              | 6 d'octubre de 2004    | Kitt Peak            | Spacewatch           |
| 430005 | 2013 QG72              | 29 de novembre de 2003 | Kitt Peak            | Spacewatch           |
| 430006 | 2013 QN73              | 28 de febrer de 2008   | Kitt Peak            | Spacewatch           |
| 430007 | 2013 QF74              | 13 de gener de 2011    | Mount Lemmon         | Mt. Lemmon Survey    |
| 430008 | 2013 QP74              | 12 d'octubre de 2010   | Mount Lemmon         | Mt. Lemmon Survey    |
| 430009 | 2013 QU81              | 28 d'agost de 2006     | Kitt Peak            | Spacewatch           |
| 430010 | 2013 QB82              | 24 d'octubre de 2003   | Kitt Peak            | Spacewatch           |
| 430011 | 2013 QK90              | 30 de gener de 2011    | Mount Lemmon         | Mt. Lemmon Survey    |
| 430012 | 2013 QZ92              | 28 d'agost de 2005     | Kitt Peak            | Spacewatch           |
| 430013 | 2013 RC                | 30 d'abril de 2003     | Kitt Peak            | Spacewatch           |
| 430014 | 2013 RY                | 26 de gener de 2007    | Kitt Peak            | Spacewatch           |
| 430015 | 2013 RT3               | 1 de setembre de 2013  | Mount Lemmon         | Mt. Lemmon Survey    |
| 430016 | 2013 RP4               | 22 de setembre de 2000 | Kitt Peak            | Spacewatch           |
| 430017 | 2013 RD12              | 13 de gener de 2011    | Mount Lemmon         | Mt. Lemmon Survey    |
| 430018 | 2013 RT23              | 27 de gener de 2007    | Kitt Peak            | Spacewatch           |
| 430019 | 2013 RK24              | 20 de desembre de 2009 | Mount Lemmon         | Mt. Lemmon Survey    |
| 430020 | 2013 RP25              | 7 de gener de 2006     | Kitt Peak            | Spacewatch           |
| 430021 | 2013 RH28              | 4 d'octubre de 1999    | Kitt Peak            | Spacewatch           |
| 430022 | 2013 RO28              | 4 de setembre de 2013  | Mount Lemmon         | Mt. Lemmon Survey    |
| 430023 | 2013 RH32              | 24 d'octubre de 2008   | Catalina             | CSS                  |
| 430024 | 2013 RR33              | 7 de gener de 2006     | Kitt Peak            | Spacewatch           |
| 430025 | 2013 RN34              | 15 de desembre de 2006 | Kitt Peak            | Spacewatch           |
| 430026 | 2013 RR36              | 13 de desembre de 2006 | Mount Lemmon         | Mt. Lemmon Survey    |
| 430027 | 2013 RD41              | 21 de novembre de 2006 | Mount Lemmon         | Mt. Lemmon Survey    |
| 430028 | 2013 RE49              | 17 de febrer de 2010   | Kitt Peak            | Spacewatch           |
| 430029 | 2013 RB52              | 8 de febrer de 2002    | Kitt Peak            | Spacewatch           |
| 430030 | 2013 RP53              | 26 de febrer de 2012   | Mount Lemmon         | Mt. Lemmon Survey    |
| 430031 | 2013 RY59              | 19 de gener de 2012    | Mount Lemmon         | Mt. Lemmon Survey    |
| 430032 | 2013 RE60              | 9 de febrer de 2008    | Kitt Peak            | Spacewatch           |
| 430033 | 2013 RO62              | 1 de gener de 2008     | Kitt Peak            | Spacewatch           |
| 430034 | 2013 RE69              | 20 de novembre de 2003 | Kitt Peak            | Spacewatch           |
| 430035 | 2013 RJ69              | 19 de gener de 2004    | Kitt Peak            | Spacewatch           |
| 430036 | 2013 RN69              | 21 de novembre de 2009 | Mount Lemmon         | Mt. Lemmon Survey    |
| 430037 | 2013 RW71              | 23 d'octubre de 2009   | Kitt Peak            | Spacewatch           |
| 430038 | 2013 RY78              | 30 de setembre de 2006 | Catalina             | CSS                  |
| 430039 | 2013 RA80              | 21 d'octubre de 2009   | Mount Lemmon         | Mt. Lemmon Survey    |
| 430040 | 2013 RH83              | 4 de març de 2005      | Mount Lemmon         | Mt. Lemmon Survey    |
| 430041 | 2013 RK83              | 16 de febrer de 2007   | Catalina             | CSS                  |
| 430042 | 2013 RN83              | 13 de setembre de 2013 | Kitt Peak            | Spacewatch           |
| 430043 | 2013 RK85              | 12 de març de 2007     | Kitt Peak            | Spacewatch           |
| 430044 | 2013 RV86              | 4 de març de 2006      | Kitt Peak            | Spacewatch           |
| 430045 | 2013 RX86              | 15 de març de 2012     | Kitt Peak            | Spacewatch           |
| 430046 | 2013 RR87              | 30 de gener de 2006    | Kitt Peak            | Spacewatch           |
| 430047 | 2013 RB88              | 11 de setembre de 2004 | Kitt Peak            | Spacewatch           |
| 430048 | 2013 RF88              | 11 de setembre de 2010 | Mount Lemmon         | Mt. Lemmon Survey    |
| 430049 | 2013 RS88              | 25 de febrer de 2011   | Mount Lemmon         | Mt. Lemmon Survey    |
| 430050 | 2013 RL92              | 31 d'agost de 2005     | Kitt Peak            | Spacewatch           |
| 430051 | 2013 RR93              | 25 de febrer de 2006   | Mount Lemmon         | Mt. Lemmon Survey    |
| 430052 | 2013 RP95              | 19 de desembre de 2003 | Socorro              | LINEAR               |
| 430053 | 2013 RZ96              | 6 de setembre de 2008  | Mount Lemmon         | Mt. Lemmon Survey    |
| 430054 | 2013 RC97              | 9 de setembre de 2004  | Socorro              | LINEAR               |
| 430055 | 2013 SL15              | 19 d'abril de 2007     | Mount Lemmon         | Mt. Lemmon Survey    |
| 430056 | 2013 SG22              | 3 d'octubre de 2000    | Socorro              | LINEAR               |
| 430057 | 2013 SJ22              | 19 de novembre de 2008 | Kitt Peak            | Spacewatch           |
| 430058 | 2013 SK22              | 17 de novembre de 2009 | Mount Lemmon         | Mt. Lemmon Survey    |
| 430059 | 2013 SN26              | 3 de febrer de 2010    | WISE                 | WISE                 |
| 430060 | 2013 SB27              | 22 de desembre de 2008 | Mount Lemmon         | Mt. Lemmon Survey    |
| 430061 | 2013 SS27              | 21 de desembre de 2008 | Kitt Peak            | Spacewatch           |
| 430062 | 2013 SC28              | 12 de febrer de 2004   | Kitt Peak            | Spacewatch           |
| 430063 | 2013 SE30              | 30 de novembre de 2003 | Kitt Peak            | Spacewatch           |
| 430064 | 2013 SQ31              | 28 de setembre de 2006 | Mount Lemmon         | Mt. Lemmon Survey    |
| 430065 | 2013 SL32              | 15 d'octubre de 1998   | Kitt Peak            | Spacewatch           |
| 430066 | 2013 SM35              | 20 de novembre de 2006 | Kitt Peak            | Spacewatch           |
| 430067 | 2013 SQ36              | 10 de gener de 2000    | Kitt Peak            | Spacewatch           |
| 430068 | 2013 SC37              | 23 de gener de 2011    | Mount Lemmon         | Mt. Lemmon Survey    |
| 430069 | 2013 SF37              | 29 de març de 2010     | WISE                 | WISE                 |
| 430070 | 2013 SU37              | 9 de febrer de 2002    | Kitt Peak            | Spacewatch           |
| 430071 | 2013 ST38              | 11 de setembre de 2010 | Mount Lemmon         | Mt. Lemmon Survey    |
| 430072 | 2013 SG39              | 28 d'agost de 2006     | Catalina             | CSS                  |
| 430073 | 2013 SQ42              | 14 d'abril de 2010     | WISE                 | WISE                 |
| 430074 | 2013 SE43              | 19 de setembre de 2006 | Catalina             | CSS                  |
| 430075 | 2013 SP43              | 5 de setembre de 2013  | Catalina             | CSS                  |
| 430076 | 2013 SU46              | 24 de setembre de 2008 | Kitt Peak            | Spacewatch           |
| 430077 | 2013 ST48              | 21 de setembre de 2009 | Mount Lemmon         | Mt. Lemmon Survey    |
| 430078 | 2013 SE49              | 14 de març de 2004     | Kitt Peak            | Spacewatch           |
| 430079 | 2013 SG50              | 8 de setembre de 2008  | Siding Spring        | Siding Spring Survey |
| 430080 | 2013 SZ50              | 26 d'agost de 2009     | Catalina             | CSS                  |
| 430081 | 2013 SD52              | 28 d'abril de 2004     | Kitt Peak            | Spacewatch           |
| 430082 | 2013 SO55              | 19 de novembre de 2009 | Kitt Peak            | Spacewatch           |
| 430083 | 2013 SY55              | 31 d'octubre de 2005   | Mount Lemmon         | Mt. Lemmon Survey    |
| 430084 | 2013 SB57              | 27 d'octubre de 2008   | Mount Lemmon         | Mt. Lemmon Survey    |
| 430085 | 2013 SD57              | 11 d'octubre de 2007   | Mount Lemmon         | Mt. Lemmon Survey    |
| 430086 | 2013 SC58              | 15 de febrer de 2010   | Kitt Peak            | Spacewatch           |
| 430087 | 2013 SM58              | 19 d'octubre de 2003   | Kitt Peak            | Spacewatch           |
| 430088 | 2013 SP59              | 29 de setembre de 2008 | Catalina             | CSS                  |
| 430089 | 2013 SC61              | 13 de setembre de 2013 | Catalina             | CSS                  |
| 430090 | 2013 SD61              | 11 de març de 2005     | Catalina             | CSS                  |
| 430091 | 2013 SV61              | 4 d'octubre de 2006    | Mount Lemmon         | Mt. Lemmon Survey    |
| 430092 | 2013 SK62              | 22 d'abril de 2009     | Mount Lemmon         | Mt. Lemmon Survey    |
| 430093 | 2013 SG63              | 17 d'octubre de 2010   | Mount Lemmon         | Mt. Lemmon Survey    |
| 430094 | 2013 SL64              | 30 de març de 2011     | Mount Lemmon         | Mt. Lemmon Survey    |
| 430095 | 2013 ST65              | 16 de febrer de 2007   | Catalina             | CSS                  |
| 430096 | 2013 SX66              | 12 d'octubre de 2004   | Socorro              | LINEAR               |
| 430097 | 2013 SU71              | 16 de maig de 2005     | Mount Lemmon         | Mt. Lemmon Survey    |
| 430098 | 2013 SX72              | 13 de febrer de 2004   | Kitt Peak            | Spacewatch           |
| 430099 | 2013 SF74              | 1 de març de 2005      | Kitt Peak            | Spacewatch           |
| 430100 | 2013 SV74              | 21 de desembre de 2003 | Socorro              | LINEAR               |

## 430101– 430200
| Nom    | Designació provisional | Data de descobriment   | Lloc de descobriment | Descobridor/s     |
| ------ | ---------------------- | ---------------------- | -------------------- | ----------------- |
| 430101 | 2013 SO75              | 27 de novembre de 2009 | Mount Lemmon         | Mt. Lemmon Survey |
| 430102 | 2013 SZ81              | 19 de desembre de 2004 | Mount Lemmon         | Mt. Lemmon Survey |
| 430103 | 2013 SG84              | 9 de gener de 2006     | Kitt Peak            | Spacewatch        |
| 430104 | 2013 SH84              | 27 de setembre de 2006 | Mount Lemmon         | Mt. Lemmon Survey |
| 430105 | 2013 SZ86              | 6 d'octubre de 1999    | Kitt Peak            | Spacewatch        |
| 430106 | 2013 TV                | 30 de desembre de 2007 | Kitt Peak            | Spacewatch        |
| 430107 | 2013 TP1               | 12 de novembre de 2005 | Kitt Peak            | Spacewatch        |
| 430108 | 2013 TM2               | 30 de setembre de 2013 | Mount Lemmon         | Mt. Lemmon Survey |
| 430109 | 2013 TO2               | 28 de maig de 2008     | Kitt Peak            | Spacewatch        |
| 430110 | 2013 TX3               | 27 de setembre de 2000 | Socorro              | LINEAR            |
| 430111 | 2013 TH8               | 23 de gener de 2006    | Kitt Peak            | Spacewatch        |
| 430112 | 2013 TL8               | 24 de novembre de 2006 | Mount Lemmon         | Mt. Lemmon Survey |
| 430113 | 2013 TJ9               | 6 de març de 2011      | Mount Lemmon         | Mt. Lemmon Survey |
| 430114 | 2013 TB10              | 4 de gener de 2010     | Kitt Peak            | Spacewatch        |
| 430115 | 2013 TG10              | 12 de febrer de 2004   | Kitt Peak            | Spacewatch        |
| 430116 | 2013 TO12              | 20 de març de 2010     | Mount Lemmon         | Mt. Lemmon Survey |
| 430117 | 2013 TA13              | 10 d'octubre de 2004   | Kitt Peak            | Spacewatch        |
| 430118 | 2013 TJ14              | 5 de juliol de 2005    | Kitt Peak            | Spacewatch        |
| 430119 | 2013 TK14              | 21 de juliol de 2006   | Mount Lemmon         | Mt. Lemmon Survey |
| 430120 | 2013 TF25              | 15 de febrer de 2010   | Catalina             | CSS               |
| 430121 | 2013 TK25              | 26 d'octubre de 2009   | Kitt Peak            | Spacewatch        |
| 430122 | 2013 TZ27              | 23 d'octubre de 2009   | Kitt Peak            | Spacewatch        |
| 430123 | 2013 TN28              | 18 d'agost de 2009     | Kitt Peak            | Spacewatch        |
| 430124 | 2013 TU29              | 17 de gener de 2007    | Kitt Peak            | Spacewatch        |
| 430125 | 2013 TL31              | 20 de novembre de 2003 | Socorro              | LINEAR            |
| 430126 | 2013 TV31              | 9 de setembre de 2008  | Mount Lemmon         | Mt. Lemmon Survey |
| 430127 | 2013 TJ32              | 15 de febrer de 2010   | Kitt Peak            | Spacewatch        |
| 430128 | 2013 TH34              | 20 de novembre de 2004 | Kitt Peak            | Spacewatch        |
| 430129 | 2013 TA35              | 5 d'octubre de 2004    | Kitt Peak            | Spacewatch        |
| 430130 | 2013 TV35              | 1 de desembre de 2003  | Kitt Peak            | Spacewatch        |
| 430131 | 2013 TD36              | 7 de febrer de 2006    | Mount Lemmon         | Mt. Lemmon Survey |
| 430132 | 2013 TA37              | 4 de novembre de 2004  | Catalina             | CSS               |
| 430133 | 2013 TV38              | 26 de febrer de 2012   | Mount Lemmon         | Mt. Lemmon Survey |
| 430134 | 2013 TW38              | 26 d'octubre de 2009   | Mount Lemmon         | Mt. Lemmon Survey |
| 430135 | 2013 TT39              | 30 de setembre de 2006 | Mount Lemmon         | Mt. Lemmon Survey |
| 430136 | 2013 TB40              | 7 d'octubre de 2004    | Kitt Peak            | Spacewatch        |
| 430137 | 2013 TZ42              | 3 d'octubre de 2008    | Mount Lemmon         | Mt. Lemmon Survey |
| 430138 | 2013 TA43              | 4 de novembre de 2005  | Mount Lemmon         | Mt. Lemmon Survey |
| 430139 | 2013 TZ43              | 2 d'abril de 2006      | Catalina             | CSS               |
| 430140 | 2013 TJ44              | 13 de febrer de 2004   | Kitt Peak            | Spacewatch        |
| 430141 | 2013 TS44              | 19 de setembre de 2008 | Kitt Peak            | Spacewatch        |
| 430142 | 2013 TG46              | 15 d'agost de 2009     | Kitt Peak            | Spacewatch        |
| 430143 | 2013 TK46              | 19 de novembre de 2009 | Kitt Peak            | Spacewatch        |
| 430144 | 2013 TQ46              | 4 de novembre de 2004  | Kitt Peak            | Spacewatch        |
| 430145 | 2013 TY46              | 1 d'octubre de 2002    | Anderson Mesa        | LONEOS            |
| 430146 | 2013 TT48              | 13 de setembre de 2013 | Mount Lemmon         | Mt. Lemmon Survey |
| 430147 | 2013 TN49              | 23 de gener de 2006    | Kitt Peak            | Spacewatch        |
| 430148 | 2013 TH50              | 10 de setembre de 2007 | Mount Lemmon         | Mt. Lemmon Survey |
| 430149 | 2013 TP50              | 12 de novembre de 1999 | Socorro              | LINEAR            |
| 430150 | 2013 TR50              | 18 de novembre de 2008 | Kitt Peak            | Spacewatch        |
| 430151 | 2013 TJ51              | 21 de novembre de 2009 | Mount Lemmon         | Mt. Lemmon Survey |
| 430152 | 2013 TR53              | 31 de gener de 2006    | Kitt Peak            | Spacewatch        |
| 430153 | 2013 TS60              | 27 de gener de 2007    | Mount Lemmon         | Mt. Lemmon Survey |
| 430154 | 2013 TA65              | 27 de novembre de 2009 | Mount Lemmon         | Mt. Lemmon Survey |
| 430155 | 2013 TP69              | 27 de juliol de 2009   | Kitt Peak            | Spacewatch        |
| 430156 | 2013 TA70              | 14 de març de 2010     | WISE                 | WISE              |
| 430157 | 2013 TS71              | 15 d'octubre de 1998   | Kitt Peak            | Spacewatch        |
| 430158 | 2013 TQ72              | 16 de febrer de 2010   | Kitt Peak            | Spacewatch        |
| 430159 | 2013 TO73              | 20 de maig de 2012     | Mount Lemmon         | Mt. Lemmon Survey |
| 430160 | 2013 TQ74              | 25 d'agost de 2004     | Kitt Peak            | Spacewatch        |
| 430161 | 2013 TV74              | 12 de novembre de 2005 | Kitt Peak            | Spacewatch        |
| 430162 | 2013 TP75              | 11 de novembre de 2004 | Kitt Peak            | Spacewatch        |
| 430163 | 2013 TR76              | 15 d'octubre de 2007   | Mount Lemmon         | Mt. Lemmon Survey |
| 430164 | 2013 TT79              | 26 d'agost de 2000     | Socorro              | LINEAR            |
| 430165 | 2013 TQ80              | 22 d'agost de 2004     | Kitt Peak            | Spacewatch        |
| 430166 | 2013 TZ82              | 22 d'octubre de 2008   | Kitt Peak            | Spacewatch        |
| 430167 | 2013 TA83              | 13 de febrer de 2007   | Mount Lemmon         | Mt. Lemmon Survey |
| 430168 | 2013 TV83              | 8 d'octubre de 2004    | Kitt Peak            | Spacewatch        |
| 430169 | 2013 TO87              | 7 de setembre de 2004  | Kitt Peak            | Spacewatch        |
| 430170 | 2013 TB89              | 18 d'octubre de 2003   | Kitt Peak            | Spacewatch        |
| 430171 | 2013 TN89              | 21 de novembre de 2009 | Kitt Peak            | Spacewatch        |
| 430172 | 2013 TT91              | 27 d'octubre de 2008   | Kitt Peak            | Spacewatch        |
| 430173 | 2013 TL94              | 17 de setembre de 2006 | Catalina             | CSS               |
| 430174 | 2013 TL95              | 12 d'octubre de 2007   | Mount Lemmon         | Mt. Lemmon Survey |
| 430175 | 2013 TZ96              | 9 d'agost de 2013      | Kitt Peak            | Spacewatch        |
| 430176 | 2013 TE98              | 28 de març de 2008     | Mount Lemmon         | Mt. Lemmon Survey |
| 430177 | 2013 TV98              | 7 de setembre de 2008  | Mount Lemmon         | Mt. Lemmon Survey |
| 430178 | 2013 TW98              | 25 de desembre de 2005 | Kitt Peak            | Spacewatch        |
| 430179 | 2013 TA101             | 7 de setembre de 2004  | Kitt Peak            | Spacewatch        |
| 430180 | 2013 TA103             | 8 d'octubre de 2004    | Kitt Peak            | Spacewatch        |
| 430181 | 2013 TJ105             | 7 de febrer de 2008    | Kitt Peak            | Spacewatch        |
| 430182 | 2013 TC106             | 21 de setembre de 2009 | Mount Lemmon         | Mt. Lemmon Survey |
| 430183 | 2013 TD107             | 18 d'abril de 2007     | Kitt Peak            | Spacewatch        |
| 430184 | 2013 TG109             | 14 de novembre de 2010 | Kitt Peak            | Spacewatch        |
| 430185 | 2013 TS109             | 8 d'octubre de 2004    | Kitt Peak            | Spacewatch        |
| 430186 | 2013 TD110             | 14 de setembre de 1999 | Kitt Peak            | Spacewatch        |
| 430187 | 2013 TN110             | 10 d'octubre de 1996   | Kitt Peak            | Spacewatch        |
| 430188 | 2013 TU110             | 6 de novembre de 2005  | Kitt Peak            | Spacewatch        |
| 430189 | 2013 TL115             | 15 de març de 2008     | Kitt Peak            | Spacewatch        |
| 430190 | 2013 TW121             | 15 d'octubre de 2004   | Mount Lemmon         | Mt. Lemmon Survey |
| 430191 | 2013 TB122             | 5 d'abril de 2011      | Kitt Peak            | Spacewatch        |
| 430192 | 2013 TJ123             | 14 de novembre de 2007 | Mount Lemmon         | Mt. Lemmon Survey |
| 430193 | 2013 TV127             | 16 de març de 2010     | Kitt Peak            | Spacewatch        |
| 430194 | 2013 TH128             | 5 d'octubre de 2004    | Kitt Peak            | Spacewatch        |
| 430195 | 2013 TZ129             | 25 d'octubre de 2008   | Kitt Peak            | Spacewatch        |
| 430196 | 2013 TT130             | 16 de novembre de 2009 | Kitt Peak            | Spacewatch        |
| 430197 | 2013 TC131             | 13 d'octubre de 2007   | Mount Lemmon         | Mt. Lemmon Survey |
| 430198 | 2013 TU131             | 29 de març de 2011     | Mount Lemmon         | Mt. Lemmon Survey |
| 430199 | 2013 TA132             | 27 de gener de 2007    | Kitt Peak            | Spacewatch        |
| 430200 | 2013 TL136             | 28 de juliol de 2009   | Kitt Peak            | Spacewatch        |

## 430201– 430300
| Nom    | Designació provisional | Data de descobriment   | Lloc de descobriment | Descobridor/s     |
| ------ | ---------------------- | ---------------------- | -------------------- | ----------------- |
| 430201 | 2013 TX137             | 13 de desembre de 2004 | Kitt Peak            | Spacewatch        |
| 430202 | 2013 TH139             | 11 de març de 2008     | Kitt Peak            | Spacewatch        |
| 430203 | 2013 TL139             | 18 de maig de 2012     | Mount Lemmon         | Mt. Lemmon Survey |
| 430204 | 2013 TU141             | 22 d'octubre de 2005   | Kitt Peak            | Spacewatch        |
| 430205 | 2013 TW142             | 6 d'octubre de 2005    | Mount Lemmon         | Mt. Lemmon Survey |
| 430206 | 2013 TX142             | 9 d'octubre de 2004    | Kitt Peak            | Spacewatch        |
| 430207 | 2013 TB143             | 11 d'abril de 2005     | Mount Lemmon         | Mt. Lemmon Survey |
| 430208 | 2013 TJ143             | 23 de novembre de 2006 | Mount Lemmon         | Mt. Lemmon Survey |
| 430209 | 2013 TZ143             | 15 de setembre de 1998 | Kitt Peak            | Spacewatch        |
| 430210 | 2013 TM145             | 23 de gener de 2006    | Kitt Peak            | Spacewatch        |
| 430211 | 2013 UX4               | 10 de gener de 2006    | Mount Lemmon         | Mt. Lemmon Survey |
| 430212 | 2013 UN6               | 19 de novembre de 2008 | Mount Lemmon         | Mt. Lemmon Survey |
| 430213 | 2013 UB12              | 5 d'abril de 2003      | Kitt Peak            | Spacewatch        |
| 430214 | 2013 UG12              | 23 de novembre de 2009 | Catalina             | CSS               |
| 430215 | 2013 UF14              | 6 de novembre de 2008  | Catalina             | CSS               |
| 430216 | 2013 VU                | 1 de desembre de 2006  | Mount Lemmon         | Mt. Lemmon Survey |
| 430217 | 2013 VS2               | 2 de gener de 1997     | Kitt Peak            | Spacewatch        |
| 430218 | 2013 VV3               | 18 de gener de 2009    | Kitt Peak            | Spacewatch        |
| 430219 | 2013 VZ5               | 19 de setembre de 2009 | Mount Lemmon         | Mt. Lemmon Survey |
| 430220 | 2013 VA9               | 22 de novembre de 2005 | Catalina             | CSS               |
| 430221 | 2013 VH10              | 25 d'octubre de 2005   | Catalina             | CSS               |
| 430222 | 2013 VC11              | 5 de gener de 2010     | Kitt Peak            | Spacewatch        |
| 430223 | 2013 VF14              | 5 de desembre de 2002  | Socorro              | LINEAR            |
| 430224 | 2013 VL14              | 12 de setembre de 2007 | Catalina             | CSS               |
| 430225 | 2013 VW14              | 8 de febrer de 2011    | Mount Lemmon         | Mt. Lemmon Survey |
| 430226 | 2013 VE15              | 1 d'octubre de 2008    | Catalina             | CSS               |
| 430227 | 2013 VG18              | 11 d'octubre de 2007   | Mount Lemmon         | Mt. Lemmon Survey |
| 430228 | 2013 VO18              | 17 de setembre de 2004 | Anderson Mesa        | LONEOS            |
| 430229 | 2013 VS18              | 17 de novembre de 2009 | Mount Lemmon         | Mt. Lemmon Survey |
| 430230 | 2013 VL19              | 5 de desembre de 2005  | Kitt Peak            | Spacewatch        |
| 430231 | 2013 VL20              | 11 de setembre de 2007 | Mount Lemmon         | Mt. Lemmon Survey |
| 430232 | 2013 VV21              | 31 de juliol de 2009   | Kitt Peak            | Spacewatch        |
| 430233 | 2013 VW21              | 10 d'octubre de 2004   | Kitt Peak            | Spacewatch        |
| 430234 | 2013 VY21              | 18 d'abril de 2007     | Kitt Peak            | Spacewatch        |
| 430235 | 2013 VZ21              | 31 d'agost de 2000     | Socorro              | LINEAR            |
| 430236 | 2013 WQ2               | 21 de setembre de 2004 | Anderson Mesa        | LONEOS            |
| 430237 | 2013 WS3               | 11 d'octubre de 2007   | Catalina             | CSS               |
| 430238 | 2013 WQ5               | 23 de novembre de 2009 | Catalina             | CSS               |
| 430239 | 2013 WA6               | 21 de desembre de 2008 | Catalina             | CSS               |
| 430240 | 2013 WT6               | 4 d'octubre de 2002    | Campo Imperatore     | CINEOS            |
| 430241 | 2013 WN9               | 12 de setembre de 2007 | Mount Lemmon         | Mt. Lemmon Survey |
| 430242 | 2013 WP9               | 17 de setembre de 2009 | Kitt Peak            | Spacewatch        |
| 430243 | 2013 WG11              | 10 de setembre de 2007 | Kitt Peak            | Spacewatch        |
| 430244 | 2013 WQ11              | 9 d'octubre de 2007    | Mount Lemmon         | Mt. Lemmon Survey |
| 430245 | 2013 WY11              | 16 de maig de 2007     | Mount Lemmon         | Mt. Lemmon Survey |
| 430246 | 2013 WZ11              | 10 de juny de 2007     | Kitt Peak            | Spacewatch        |
| 430247 | 2013 WG13              | 9 de març de 2005      | Mount Lemmon         | Mt. Lemmon Survey |
| 430248 | 2013 WT14              | 2 d'abril de 2006      | Kitt Peak            | Spacewatch        |
| 430249 | 2013 WQ15              | 9 d'agost de 2004      | Socorro              | LINEAR            |
| 430250 | 2013 WR19              | 26 d'abril de 2011     | Mount Lemmon         | Mt. Lemmon Survey |
| 430251 | 2013 WS19              | 10 d'octubre de 1999   | Socorro              | LINEAR            |
| 430252 | 2013 WL20              | 26 de març de 2006     | Mount Lemmon         | Mt. Lemmon Survey |
| 430253 | 2013 WD22              | 12 de maig de 2010     | WISE                 | WISE              |
| 430254 | 2013 WO26              | 4 de setembre de 2007  | Catalina             | CSS               |
| 430255 | 2013 WA29              | 24 d'octubre de 2008   | Kitt Peak            | Spacewatch        |
| 430256 | 2013 WV30              | 22 de novembre de 2008 | Kitt Peak            | Spacewatch        |
| 430257 | 2013 WV31              | 2 de novembre de 2013  | Kitt Peak            | Spacewatch        |
| 430258 | 2013 WW31              | 29 de setembre de 2003 | Kitt Peak            | Spacewatch        |
| 430259 | 2013 WY32              | 2 d'octubre de 2008    | Kitt Peak            | Spacewatch        |
| 430260 | 2013 WN35              | 9 de març de 2005      | Mount Lemmon         | Mt. Lemmon Survey |
| 430261 | 2013 WK36              | 3 de desembre de 2008  | Mount Lemmon         | Mt. Lemmon Survey |
| 430262 | 2013 WA38              | 30 d'abril de 2011     | Mount Lemmon         | Mt. Lemmon Survey |
| 430263 | 2013 WE40              | 4 d'octubre de 2007    | Kitt Peak            | Spacewatch        |
| 430264 | 2013 WN40              | 3 de novembre de 2008  | Mount Lemmon         | Mt. Lemmon Survey |
| 430265 | 2013 WA41              | 13 de setembre de 2007 | Mount Lemmon         | Mt. Lemmon Survey |
| 430266 | 2013 WQ41              | 22 de gener de 1998    | Kitt Peak            | Spacewatch        |
| 430267 | 2013 WM42              | 8 de desembre de 1999  | Kitt Peak            | Spacewatch        |
| 430268 | 2013 WY42              | 22 de maig de 2011     | Mount Lemmon         | Mt. Lemmon Survey |
| 430269 | 2013 WQ46              | 26 de març de 2010     | WISE                 | WISE              |
| 430270 | 2013 WQ47              | 2 d'abril de 2006      | Kitt Peak            | Spacewatch        |
| 430271 | 2013 WJ48              | 24 de maig de 2010     | WISE                 | WISE              |
| 430272 | 2013 WS48              | 19 de novembre de 2003 | Socorro              | LINEAR            |
| 430273 | 2013 WJ50              | 30 de gener de 2004    | Kitt Peak            | Spacewatch        |
| 430274 | 2013 WF53              | 25 d'octubre de 2008   | Catalina             | CSS               |
| 430275 | 2013 WC54              | 10 de novembre de 1993 | Kitt Peak            | Spacewatch        |
| 430276 | 2013 WD54              | 27 de març de 2004     | Kitt Peak            | Spacewatch        |
| 430277 | 2013 WG55              | 20 de setembre de 2007 | Catalina             | CSS               |
| 430278 | 2013 WK55              | 30 de desembre de 2005 | Catalina             | CSS               |
| 430279 | 2013 WW55              | 10 de desembre de 2009 | Mount Lemmon         | Mt. Lemmon Survey |
| 430280 | 2013 WL56              | 19 d'octubre de 2007   | Catalina             | CSS               |
| 430281 | 2013 WR56              | 22 d'agost de 2004     | Kitt Peak            | Spacewatch        |
| 430282 | 2013 WT57              | 21 de maig de 2011     | Mount Lemmon         | Mt. Lemmon Survey |
| 430283 | 2013 WD61              | 9 de novembre de 2009  | Catalina             | CSS               |
| 430284 | 2013 WM62              | 27 de novembre de 2009 | Mount Lemmon         | Mt. Lemmon Survey |
| 430285 | 2013 WV64              | 18 de febrer de 2010   | Kitt Peak            | Spacewatch        |
| 430286 | 2013 WX64              | 23 de novembre de 2009 | Catalina             | CSS               |
| 430287 | 2013 WM65              | 25 de març de 2007     | Mount Lemmon         | Mt. Lemmon Survey |
| 430288 | 2013 WH66              | 20 de novembre de 2009 | Kitt Peak            | Spacewatch        |
| 430289 | 2013 WG68              | 21 de novembre de 2009 | Catalina             | CSS               |
| 430290 | 2013 WO69              | 27 d'octubre de 2008   | Kitt Peak            | Spacewatch        |
| 430291 | 2013 WH71              | 9 d'octubre de 2004    | Kitt Peak            | Spacewatch        |
| 430292 | 2013 WU73              | 24 de setembre de 2000 | Socorro              | LINEAR            |
| 430293 | 2013 WG75              | 9 d'octubre de 2008    | Mount Lemmon         | Mt. Lemmon Survey |
| 430294 | 2013 WA76              | 25 de març de 2010     | Mount Lemmon         | Mt. Lemmon Survey |
| 430295 | 2013 WF81              | 28 de setembre de 2008 | Catalina             | CSS               |
| 430296 | 2013 WB82              | 5 de desembre de 2008  | Kitt Peak            | Spacewatch        |
| 430297 | 2013 WG84              | 31 de maig de 2008     | Mount Lemmon         | Mt. Lemmon Survey |
| 430298 | 2013 WX84              | 12 de setembre de 2007 | Catalina             | CSS               |
| 430299 | 2013 WC97              | 27 de desembre de 2005 | Kitt Peak            | Spacewatch        |
| 430300 | 2013 WL97              | 15 de gener de 2010    | WISE                 | WISE              |

## 430301– 430400
| Nom    | Designació provisional | Data de descobriment   | Lloc de descobriment | Descobridor/s                                             |
| ------ | ---------------------- | ---------------------- | -------------------- | --------------------------------------------------------- |
| 430301 | 2013 WR98              | 10 d'octubre de 2008   | Mount Lemmon         | Mt. Lemmon Survey                                         |
| 430302 | 2013 WQ99              | 24 de setembre de 2008 | Mount Lemmon         | Mt. Lemmon Survey                                         |
| 430303 | 2013 WC103             | 26 de març de 2011     | Kitt Peak            | Spacewatch                                                |
| 430304 | 2013 WO104             | 4 de novembre de 2004  | Kitt Peak            | Spacewatch                                                |
| 430305 | 2013 WX106             | 28 de desembre de 2005 | Kitt Peak            | Spacewatch                                                |
| 430306 | 2013 WS107             | 29 de maig de 2012     | Mount Lemmon         | Mt. Lemmon Survey                                         |
| 430307 | 2013 XZ                | 30 de desembre de 2005 | Kitt Peak            | Spacewatch                                                |
| 430308 | 2013 XU2               | 29 de gener de 2009    | Mount Lemmon         | Mt. Lemmon Survey                                         |
| 430309 | 2013 XG3               | 2 de novembre de 2013  | Mount Lemmon         | Mt. Lemmon Survey                                         |
| 430310 | 2013 XS10              | 6 de novembre de 2008  | Mount Lemmon         | Mt. Lemmon Survey                                         |
| 430311 | 2013 XU10              | 10 de setembre de 2007 | Kitt Peak            | Spacewatch                                                |
| 430312 | 2013 XS11              | 2 de novembre de 2010  | Mount Lemmon         | Mt. Lemmon Survey                                         |
| 430313 | 2013 XU12              | 4 d'octubre de 2006    | Mount Lemmon         | Mt. Lemmon Survey                                         |
| 430314 | 2013 XG16              | 24 de setembre de 1960 | Palomar              | van Houten, C. J., van Houten-Groeneveld, I., Gehrels, T. |
| 430315 | 2013 XM19              | 20 de novembre de 2008 | Mount Lemmon         | Mt. Lemmon Survey                                         |
| 430316 | 2013 YD7               | 18 de juliol de 2007   | Mount Lemmon         | Mt. Lemmon Survey                                         |
| 430317 | 2013 YV7               | 1 d'octubre de 2008    | Mount Lemmon         | Mt. Lemmon Survey                                         |
| 430318 | 2013 YT11              | 13 de febrer de 2010   | WISE                 | WISE                                                      |
| 430319 | 2013 YX12              | 16 de juny de 2005     | Mount Lemmon         | Mt. Lemmon Survey                                         |
| 430320 | 2013 YD13              | 18 de desembre de 2003 | Socorro              | LINEAR                                                    |
| 430321 | 2013 YJ18              | 11 de desembre de 2004 | Kitt Peak            | Spacewatch                                                |
| 430322 | 2013 YB23              | 12 de maig de 2011     | Mount Lemmon         | Mt. Lemmon Survey                                         |
| 430323 | 2013 YY24              | 10 de setembre de 2007 | Kitt Peak            | Spacewatch                                                |
| 430324 | 2013 YF25              | 14 de juny de 2005     | Mount Lemmon         | Mt. Lemmon Survey                                         |
| 430325 | 2013 YD26              | 8 de novembre de 2013  | Mount Lemmon         | Mt. Lemmon Survey                                         |
| 430326 | 2013 YE33              | 30 d'abril de 2006     | Kitt Peak            | Spacewatch                                                |
| 430327 | 2013 YJ33              | 27 de maig de 2003     | Kitt Peak            | Spacewatch                                                |
| 430328 | 2013 YH35              | 22 d'abril de 2007     | Mount Lemmon         | Mt. Lemmon Survey                                         |
| 430329 | 2013 YC36              | 20 d'agost de 2000     | Anderson Mesa        | LONEOS                                                    |
| 430330 | 2013 YH37              | 14 de maig de 2005     | Mount Lemmon         | Mt. Lemmon Survey                                         |
| 430331 | 2013 YR38              | 13 de gener de 2005    | Kitt Peak            | Spacewatch                                                |
| 430332 | 2013 YZ38              | 24 de març de 2003     | Kitt Peak            | Spacewatch                                                |
| 430333 | 2013 YK40              | 5 de novembre de 2007  | Mount Lemmon         | Mt. Lemmon Survey                                         |
| 430334 | 2013 YX41              | 22 de novembre de 2006 | Mount Lemmon         | Mt. Lemmon Survey                                         |
| 430335 | 2013 YM47              | 19 de novembre de 2008 | Mount Lemmon         | Mt. Lemmon Survey                                         |
| 430336 | 2013 YR51              | 2 de febrer de 2009    | Mount Lemmon         | Mt. Lemmon Survey                                         |
| 430337 | 2013 YM52              | 15 de gener de 2004    | Kitt Peak            | Spacewatch                                                |
| 430338 | 2013 YP53              | 4 de desembre de 2005  | Kitt Peak            | Spacewatch                                                |
| 430339 | 2013 YG57              | 29 d'octubre de 2008   | Kitt Peak            | Spacewatch                                                |
| 430340 | 2013 YV65              | 6 d'abril de 2010      | Catalina             | CSS                                                       |
| 430341 | 2013 YZ65              | 20 de gener de 2001    | Socorro              | LINEAR                                                    |
| 430342 | 2013 YQ70              | 23 d'agost de 2008     | Siding Spring        | Siding Spring Survey                                      |
| 430343 | 2013 YT70              | 5 de desembre de 2002  | Socorro              | LINEAR                                                    |
| 430344 | 2013 YD73              | 20 de gener de 2009    | Kitt Peak            | Spacewatch                                                |
| 430345 | 2013 YG78              | 13 de desembre de 2007 | Socorro              | LINEAR                                                    |
| 430346 | 2013 YO81              | 23 de gener de 2006    | Mount Lemmon         | Mt. Lemmon Survey                                         |
| 430347 | 2013 YK104             | 9 de desembre de 1996  | Kitt Peak            | Spacewatch                                                |
| 430348 | 2013 YX106             | 18 d'octubre de 2006   | Kitt Peak            | Spacewatch                                                |
| 430349 | 2013 YU108             | 19 de gener de 2009    | Mount Lemmon         | Mt. Lemmon Survey                                         |
| 430350 | 2013 YJ126             | 24 de setembre de 2008 | Mount Lemmon         | Mt. Lemmon Survey                                         |
| 430351 | 2013 YV127             | 20 d'octubre de 2003   | Kitt Peak            | Spacewatch                                                |
| 430352 | 2013 YU129             | 25 de febrer de 2011   | Mount Lemmon         | Mt. Lemmon Survey                                         |
| 430353 | 2013 YA142             | 22 de setembre de 2006 | Kitt Peak            | Spacewatch                                                |
| 430354 | 2013 YH142             | 28 de setembre de 2006 | Kitt Peak            | Spacewatch                                                |
| 430355 | 2013 YX148             | 28 de desembre de 2005 | Kitt Peak            | Spacewatch                                                |
| 430356 | 2013 YB149             | 20 de setembre de 2003 | Kitt Peak            | Spacewatch                                                |
| 430357 | 2013 YO149             | 10 de novembre de 2004 | Kitt Peak            | Spacewatch                                                |
| 430358 | 2014 AD                | 29 de març de 2011     | Catalina             | CSS                                                       |
| 430359 | 2014 AY9               | 21 de febrer de 2007   | Kitt Peak            | Spacewatch                                                |
| 430360 | 2014 AG12              | 15 de gener de 2009    | Kitt Peak            | Spacewatch                                                |
| 430361 | 2014 AW20              | 17 de febrer de 2010   | Catalina             | CSS                                                       |
| 430362 | 2014 AU26              | 10 de desembre de 2004 | Socorro              | LINEAR                                                    |
| 430363 | 2014 AT29              | 4 de febrer de 2009    | Catalina             | CSS                                                       |
| 430364 | 2014 AA34              | 10 de gener de 2008    | Mount Lemmon         | Mt. Lemmon Survey                                         |
| 430365 | 2014 BY15              | 3 de febrer de 2009    | Kitt Peak            | Spacewatch                                                |
| 430366 | 2014 BR18              | 21 d'agost de 2006     | Kitt Peak            | Spacewatch                                                |
| 430367 | 2014 BW19              | 14 de setembre de 2007 | Catalina             | CSS                                                       |
| 430368 | 2014 BD26              | 8 de març de 2009      | Mount Lemmon         | Mt. Lemmon Survey                                         |
| 430369 | 2014 BU28              | 17 de març de 2004     | Kitt Peak            | Spacewatch                                                |
| 430370 | 2014 BJ33              | 24 de novembre de 2008 | Mount Lemmon         | Mt. Lemmon Survey                                         |
| 430371 | 2014 BV46              | 25 de desembre de 2005 | Kitt Peak            | Spacewatch                                                |
| 430372 | 2014 BU50              | 18 de novembre de 2003 | Kitt Peak            | Spacewatch                                                |
| 430373 | 2014 BS54              | 29 de juliol de 2008   | Kitt Peak            | Spacewatch                                                |
| 430374 | 2014 CU10              | 17 de desembre de 2007 | Kitt Peak            | Spacewatch                                                |
| 430375 | 2014 DS26              | 7 de gener de 2002     | Kitt Peak            | Spacewatch                                                |
| 430376 | 2014 DR51              | 6 de setembre de 2008  | Mount Lemmon         | Mt. Lemmon Survey                                         |
| 430377 | 2014 DW87              | 25 de setembre de 2006 | Catalina             | CSS                                                       |
| 430378 | 2014 EG6               | 29 d'agost de 2005     | Kitt Peak            | Spacewatch                                                |
| 430379 | 2014 GG48              | 5 de setembre de 2007  | Mount Lemmon         | Mt. Lemmon Survey                                         |
| 430380 | 2014 SY142             | 17 d'octubre de 2009   | Catalina             | CSS                                                       |
| 430381 | 2014 SU211             | 12 de gener de 1996    | Kitt Peak            | Spacewatch                                                |
| 430382 | 2014 TY84              | 19 de novembre de 2003 | Anderson Mesa        | LONEOS                                                    |
| 430383 | 2014 US54              | 11 de desembre de 2006 | Kitt Peak            | Spacewatch                                                |
| 430384 | 2014 UO108             | 5 de desembre de 1997  | Caussols             | ODAS                                                      |
| 430385 | 2014 VO11              | 17 de gener de 2007    | Kitt Peak            | Spacewatch                                                |
| 430386 | 2014 VO23              | 18 de gener de 2005    | Kitt Peak            | Spacewatch                                                |
| 430387 | 2014 WA18              | 21 de setembre de 2003 | Anderson Mesa        | LONEOS                                                    |
| 430388 | 2014 WL73              | 4 de febrer de 2006    | Kitt Peak            | Spacewatch                                                |
| 430389 | 2014 WB397             | 27 de juliol de 2005   | Siding Spring        | Siding Spring Survey                                      |
| 430390 | 2014 WB423             | 5 de febrer de 2011    | Mount Lemmon         | Mt. Lemmon Survey                                         |
| 430391 | 2014 WX478             | 5 d'octubre de 2002    | Kitt Peak            | Spacewatch                                                |
| 430392 | 2014 XD14              | 7 de novembre de 2008  | Mount Lemmon         | Mt. Lemmon Survey                                         |
| 430393 | 2014 XD26              | 27 d'agost de 2006     | Kitt Peak            | Spacewatch                                                |
| 430394 | 2014 XQ30              | 20 d'octubre de 1993   | Kitt Peak            | Spacewatch                                                |
| 430395 | 2014 YP3               | 12 de novembre de 2005 | Kitt Peak            | Spacewatch                                                |
| 430396 | 2014 YS3               | 22 de desembre de 2008 | Catalina             | CSS                                                       |
| 430397 | 2014 YT6               | 15 d'octubre de 2009   | Mount Lemmon         | Mt. Lemmon Survey                                         |
| 430398 | 2014 YM14              | 28 de desembre de 2007 | Kitt Peak            | Spacewatch                                                |
| 430399 | 2014 YC22              | 2 de novembre de 1999  | Kitt Peak            | Spacewatch                                                |
| 430400 | 2014 YL22              | 22 de gener de 2004    | Socorro              | LINEAR                                                    |

## 430401– 430500
| Nom    | Designació provisional | Data de descobriment   | Lloc de descobriment | Descobridor/s                        |
| ------ | ---------------------- | ---------------------- | -------------------- | ------------------------------------ |
| 430401 | 2014 YS24              | 19 de novembre de 2008 | Catalina             | CSS                                  |
| 430402 | 2014 YS28              | 1 de novembre de 2010  | Mount Lemmon         | Mt. Lemmon Survey                    |
| 430403 | 2014 YH30              | 10 de febrer de 1999   | Socorro              | LINEAR                               |
| 430404 | 2015 AT3               | 27 de novembre de 2009 | Mount Lemmon         | Mt. Lemmon Survey                    |
| 430405 | 2015 BZ302             | 8 de març de 2005      | Catalina             | CSS                                  |
| 430406 | 1994 VZ4               | 5 de novembre de 1994  | Kitt Peak            | Spacewatch                           |
| 430407 | 1995 FM10              | 26 de març de 1995     | Kitt Peak            | Spacewatch                           |
| 430408 | 1995 MX6               | 29 de juny de 1995     | Kitt Peak            | Spacewatch                           |
| 430409 | 1995 SC86              | 20 d'agost de 1995     | Kitt Peak            | Spacewatch                           |
| 430410 | 1995 TL7               | 15 d'octubre de 1995   | Kitt Peak            | Spacewatch                           |
| 430411 | 1995 UV74              | 21 d'octubre de 1995   | Kitt Peak            | Spacewatch                           |
| 430412 | 1995 WL40              | 23 de novembre de 1995 | Kitt Peak            | Spacewatch                           |
| 430413 | 1996 EM5               | 11 de març de 1996     | Kitt Peak            | Spacewatch                           |
| 430414 | 1996 TX15              | 4 d'octubre de 1996    | Kitt Peak            | Spacewatch                           |
| 430415 | 1996 TW19              | 5 d'octubre de 1996    | Kitt Peak            | Spacewatch                           |
| 430416 | 1997 EG4               | 2 de març de 1997      | Kitt Peak            | Spacewatch                           |
| 430417 | 1997 TG12              | 2 d'octubre de 1997    | Kitt Peak            | Spacewatch                           |
| 430418 | 1997 YQ17              | 31 de desembre de 1997 | Kitt Peak            | Spacewatch                           |
| 430419 | 1998 BN28              | 24 de gener de 1998    | Kitt Peak            | Spacewatch                           |
| 430420 | 1998 SD48              | 27 de setembre de 1998 | Kitt Peak            | Spacewatch                           |
| 430421 | 1998 TA3               | 13 d'octubre de 1998   | Xinglong             | Beijing Schmidt CCD Asteroid Program |
| 430422 | 1999 RU144             | 9 de setembre de 1999  | Socorro              | LINEAR                               |
| 430423 | 1999 TO34              | 5 de setembre de 1999  | Anderson Mesa        | LONEOS                               |
| 430424 | 1999 TV44              | 3 d'octubre de 1999    | Kitt Peak            | Spacewatch                           |
| 430425 | 1999 TV74              | 10 d'octubre de 1999   | Kitt Peak            | Spacewatch                           |
| 430426 | 1999 TL78              | 6 d'octubre de 1999    | Socorro              | LINEAR                               |
| 430427 | 1999 TY127             | 4 d'octubre de 1999    | Socorro              | LINEAR                               |
| 430428 | 1999 TR130             | 6 d'octubre de 1999    | Socorro              | LINEAR                               |
| 430429 | 1999 TX311             | 7 d'octubre de 1999    | Kitt Peak            | Spacewatch                           |
| 430430 | 1999 UF38              | 13 d'octubre de 1999   | Socorro              | LINEAR                               |
| 430431 | 1999 UT40              | 16 d'octubre de 1999   | Kitt Peak            | Spacewatch                           |
| 430432 | 1999 VL116             | 4 de novembre de 1999  | Kitt Peak            | Spacewatch                           |
| 430433 | 1999 VO117             | 9 de novembre de 1999  | Kitt Peak            | Spacewatch                           |
| 430434 | 1999 VM212             | 12 de novembre de 1999 | Socorro              | LINEAR                               |
| 430435 | 1999 XV239             | 7 de desembre de 1999  | Socorro              | LINEAR                               |
| 430436 | 2000 EQ101             | 14 de març de 2000     | Kitt Peak            | Spacewatch                           |
| 430437 | 2000 GP40              | 5 d'abril de 2000      | Socorro              | LINEAR                               |
| 430438 | 2000 GH120             | 5 d'abril de 2000      | Kitt Peak            | Spacewatch                           |
| 430439 | 2000 LF6               | 3 de juny de 2000      | Anderson Mesa        | LONEOS                               |
| 430440 | 2000 OH                | 21 de juliol de 2000   | Socorro              | LINEAR                               |
| 430441 | 2000 PX18              | 1 d'agost de 2000      | Socorro              | LINEAR                               |
| 430442 | 2000 PF23              | 2 d'agost de 2000      | Socorro              | LINEAR                               |
| 430443 | 2000 PW28              | 2 d'agost de 2000      | Socorro              | LINEAR                               |
| 430444 | 2000 QR64              | 28 d'agost de 2000     | Socorro              | LINEAR                               |
| 430445 | 2000 QZ106             | 29 d'agost de 2000     | Socorro              | LINEAR                               |
| 430446 | 2000 QV137             | 31 d'agost de 2000     | Socorro              | LINEAR                               |
| 430447 | 2000 SF79              | 24 de setembre de 2000 | Socorro              | LINEAR                               |
| 430448 | 2000 SE97              | 23 de setembre de 2000 | Socorro              | LINEAR                               |
| 430449 | 2000 SB194             | 24 de setembre de 2000 | Socorro              | LINEAR                               |
| 430450 | 2000 SN232             | 28 de setembre de 2000 | Socorro              | LINEAR                               |
| 430451 | 2000 TH31              | 4 d'octubre de 2000    | Kitt Peak            | Spacewatch                           |
| 430452 | 2000 UX74              | 31 d'octubre de 2000   | Socorro              | LINEAR                               |
| 430453 | 2000 UP106             | 30 d'octubre de 2000   | Socorro              | LINEAR                               |
| 430454 | 2000 VD2               | 1 de novembre de 2000  | Socorro              | LINEAR                               |
| 430455 | 2000 WX11              | 20 de novembre de 2000 | Kitt Peak            | Spacewatch                           |
| 430456 | 2000 WQ63              | 30 d'octubre de 2000   | Kitt Peak            | Spacewatch                           |
| 430457 | 2000 WV63              | 27 de setembre de 2000 | Kitt Peak            | Spacewatch                           |
| 430458 | 2000 YK5               | 20 de desembre de 2000 | Socorro              | LINEAR                               |
| 430459 | 2001 DH96              | 17 de febrer de 2001   | Socorro              | LINEAR                               |
| 430460 | 2001 EO15              | 15 de març de 2001     | Prescott             | Comba, P. G.                         |
| 430461 | 2001 FW176             | 16 de març de 2001     | Socorro              | LINEAR                               |
| 430462 | 2001 PH14              | 10 d'agost de 2001     | Haleakala            | NEAT                                 |
| 430463 | 2001 PQ18              | 9 d'agost de 2001      | Palomar              | NEAT                                 |
| 430464 | 2001 PL25              | 11 d'agost de 2001     | Haleakala            | NEAT                                 |
| 430465 | 2001 QV99              | 22 d'agost de 2001     | Socorro              | LINEAR                               |
| 430466 | 2001 QZ196             | 22 d'agost de 2001     | Haleakala            | NEAT                                 |
| 430467 | 2001 QR236             | 16 d'agost de 2001     | Socorro              | LINEAR                               |
| 430468 | 2001 RW18              | 23 d'agost de 2001     | Anderson Mesa        | LONEOS                               |
| 430469 | 2001 RG58              | 12 de setembre de 2001 | Socorro              | LINEAR                               |
| 430470 | 2001 RW64              | 10 de setembre de 2001 | Socorro              | LINEAR                               |
| 430471 | 2001 RJ116             | 12 de setembre de 2001 | Socorro              | LINEAR                               |
| 430472 | 2001 RG118             | 12 de setembre de 2001 | Socorro              | LINEAR                               |
| 430473 | 2001 RP131             | 12 de setembre de 2001 | Socorro              | LINEAR                               |
| 430474 | 2001 SW17              | 16 de setembre de 2001 | Socorro              | LINEAR                               |
| 430475 | 2001 SM31              | 16 de setembre de 2001 | Socorro              | LINEAR                               |
| 430476 | 2001 SO93              | 20 de setembre de 2001 | Socorro              | LINEAR                               |
| 430477 | 2001 SH103             | 20 de setembre de 2001 | Socorro              | LINEAR                               |
| 430478 | 2001 SQ115             | 20 de setembre de 2001 | Socorro              | LINEAR                               |
| 430479 | 2001 SY139             | 16 de setembre de 2001 | Socorro              | LINEAR                               |
| 430480 | 2001 SN167             | 19 de setembre de 2001 | Socorro              | LINEAR                               |
| 430481 | 2001 SQ198             | 19 de setembre de 2001 | Socorro              | LINEAR                               |
| 430482 | 2001 SJ240             | 19 de setembre de 2001 | Socorro              | LINEAR                               |
| 430483 | 2001 SE245             | 19 de setembre de 2001 | Socorro              | LINEAR                               |
| 430484 | 2001 ST246             | 19 de setembre de 2001 | Socorro              | LINEAR                               |
| 430485 | 2001 SF264             | 24 de setembre de 2001 | Socorro              | LINEAR                               |
| 430486 | 2001 SU304             | 20 de setembre de 2001 | Socorro              | LINEAR                               |
| 430487 | 2001 SE305             | 20 de setembre de 2001 | Socorro              | LINEAR                               |
| 430488 | 2001 TG39              | 14 d'octubre de 2001   | Socorro              | LINEAR                               |
| 430489 | 2001 TS53              | 10 de setembre de 2001 | Socorro              | LINEAR                               |
| 430490 | 2001 TD140             | 12 de setembre de 2001 | Socorro              | LINEAR                               |
| 430491 | 2001 TL163             | 18 de setembre de 2001 | Kitt Peak            | Spacewatch                           |
| 430492 | 2001 TB185             | 14 d'octubre de 2001   | Socorro              | LINEAR                               |
| 430493 | 2001 TA208             | 11 d'octubre de 2001   | Palomar              | NEAT                                 |
| 430494 | 2001 TZ224             | 14 d'octubre de 2001   | Socorro              | LINEAR                               |
| 430495 | 2001 TF256             | 14 d'octubre de 2001   | Palomar              | NEAT                                 |
| 430496 | 2001 TM259             | 11 d'octubre de 2001   | Palomar              | NEAT                                 |
| 430497 | 2001 UD31              | 16 d'octubre de 2001   | Socorro              | LINEAR                               |
| 430498 | 2001 UP57              | 17 d'octubre de 2001   | Socorro              | LINEAR                               |
| 430499 | 2001 UC59              | 17 d'octubre de 2001   | Socorro              | LINEAR                               |
| 430500 | 2001 UX61              | 15 d'octubre de 2001   | Kitt Peak            | Spacewatch                           |

## 430501– 430600
| Nom    | Designació provisional | Data de descobriment   | Lloc de descobriment | Descobridor/s            |
| ------ | ---------------------- | ---------------------- | -------------------- | ------------------------ |
| 430501 | 2001 UF70              | 17 d'octubre de 2001   | Kitt Peak            | Spacewatch               |
| 430502 | 2001 UP85              | 15 d'octubre de 2001   | Socorro              | LINEAR                   |
| 430503 | 2001 UE166             | 20 d'octubre de 2001   | Kitt Peak            | Spacewatch               |
| 430504 | 2001 UW173             | 18 d'octubre de 2001   | Palomar              | NEAT                     |
| 430505 | 2001 UM176             | 25 d'octubre de 2001   | Kitt Peak            | Spacewatch               |
| 430506 | 2001 UF213             | 18 de setembre de 2001 | Anderson Mesa        | LONEOS                   |
| 430507 | 2001 UG221             | 23 d'octubre de 2001   | Socorro              | LINEAR                   |
| 430508 | 2001 UM228             | 10 de setembre de 2001 | Socorro              | LINEAR                   |
| 430509 | 2001 VR127             | 11 de novembre de 2001 | Apache Point         | Sloan Digital Sky Survey |
| 430510 | 2001 WQ15              | 19 de novembre de 2001 | Socorro              | LINEAR                   |
| 430511 | 2001 WA16              | 26 de novembre de 2001 | Socorro              | LINEAR                   |
| 430512 | 2001 WQ25              | 17 de novembre de 2001 | Socorro              | LINEAR                   |
| 430513 | 2001 WA44              | 18 de novembre de 2001 | Socorro              | LINEAR                   |
| 430514 | 2001 XH9               | 9 de desembre de 2001  | Socorro              | LINEAR                   |
| 430515 | 2001 XJ93              | 10 de desembre de 2001 | Socorro              | LINEAR                   |
| 430516 | 2001 XM116             | 13 de desembre de 2001 | Socorro              | LINEAR                   |
| 430517 | 2001 XA217             | 14 de desembre de 2001 | Socorro              | LINEAR                   |
| 430518 | 2001 YS23              | 18 de desembre de 2001 | Socorro              | LINEAR                   |
| 430519 | 2001 YA94              | 18 de desembre de 2001 | Kitt Peak            | Spacewatch               |
| 430520 | 2001 YE157             | 23 de desembre de 2001 | Socorro              | LINEAR                   |
| 430521 | 2002 AD19              | 23 de desembre de 2001 | Socorro              | LINEAR                   |
| 430522 | 2002 AT78              | 8 de gener de 2002     | Socorro              | LINEAR                   |
| 430523 | 2002 AX129             | 15 de gener de 2002    | Kingsnake            | McClusky, J. V.          |
| 430524 | 2002 AL171             | 14 de gener de 2002    | Socorro              | LINEAR                   |
| 430525 | 2002 BH11              | 19 de gener de 2002    | Socorro              | LINEAR                   |
| 430526 | 2002 BR20              | 23 de gener de 2002    | Socorro              | LINEAR                   |
| 430527 | 2002 CK2               | 9 de gener de 2002     | Socorro              | LINEAR                   |
| 430528 | 2002 CL12              | 7 de febrer de 2002    | Socorro              | LINEAR                   |
| 430529 | 2002 CC16              | 10 de febrer de 2002   | Desert Eagle         | Yeung, W. K. Y.          |
| 430530 | 2002 CV157             | 7 de febrer de 2002    | Socorro              | LINEAR                   |
| 430531 | 2002 CV184             | 19 de gener de 2002    | Kitt Peak            | Spacewatch               |
| 430532 | 2002 CX232             | 10 de febrer de 2002   | Socorro              | LINEAR                   |
| 430533 | 2002 CN241             | 11 de febrer de 2002   | Socorro              | LINEAR                   |
| 430534 | 2002 CQ282             | 8 de febrer de 2002    | Kitt Peak            | Spacewatch               |
| 430535 | 2002 CS289             | 10 de febrer de 2002   | Socorro              | LINEAR                   |
| 430536 | 2002 DW9               | 20 d'abril de 1998     | Socorro              | LINEAR                   |
| 430537 | 2002 EB72              | 13 de març de 2002     | Socorro              | LINEAR                   |
| 430538 | 2002 EF103             | 9 de març de 2002      | Palomar              | NEAT                     |
| 430539 | 2002 EF124             | 12 de març de 2002     | Kitt Peak            | Spacewatch               |
| 430540 | 2002 ED131             | 12 de març de 2002     | Palomar              | NEAT                     |
| 430541 | 2002 EL131             | 13 de març de 2002     | Kitt Peak            | Spacewatch               |
| 430542 | 2002 FX28              | 9 de març de 2002      | Anderson Mesa        | LONEOS                   |
| 430543 | 2002 GB2               | 22 de febrer de 2002   | Socorro              | LINEAR                   |
| 430544 | 2002 GM2               | 4 d'abril de 2002      | Palomar              | NEAT                     |
| 430545 | 2002 GM36              | 2 d'abril de 2002      | Kitt Peak            | Spacewatch               |
| 430546 | 2002 GA49              | 4 d'abril de 2002      | Palomar              | NEAT                     |
| 430547 | 2002 GB58              | 8 d'abril de 2002      | Kitt Peak            | Spacewatch               |
| 430548 | 2002 GZ123             | 12 d'abril de 2002     | Socorro              | LINEAR                   |
| 430549 | 2002 GQ127             | 12 d'abril de 2002     | Socorro              | LINEAR                   |
| 430550 | 2002 GY134             | 12 d'abril de 2002     | Socorro              | LINEAR                   |
| 430551 | 2002 GO171             | 10 d'abril de 2002     | Socorro              | LINEAR                   |
| 430552 | 2002 HU11              | 22 d'abril de 2002     | Socorro              | LINEAR                   |
| 430553 | 2002 JS9               | 6 de maig de 2002      | Socorro              | LINEAR                   |
| 430554 | 2002 JR59              | 9 de maig de 2002      | Socorro              | LINEAR                   |
| 430555 | 2002 JT67              | 9 de maig de 2002      | Socorro              | LINEAR                   |
| 430556 | 2002 JE86              | 11 de maig de 2002     | Socorro              | LINEAR                   |
| 430557 | 2002 JM148             | 4 de maig de 2002      | Palomar              | NEAT                     |
| 430558 | 2002 KN14              | 30 de maig de 2002     | Palomar              | NEAT                     |
| 430559 | 2002 LE63              | 13 de juny de 2002     | Palomar              | NEAT                     |
| 430560 | 2002 NC32              | 13 de juliol de 2002   | Socorro              | LINEAR                   |
| 430561 | 2002 NB52              | 14 de juliol de 2002   | Socorro              | LINEAR                   |
| 430562 | 2002 NX72              | 8 de juliol de 2002    | Palomar              | NEAT                     |
| 430563 | 2002 NF74              | 14 de juliol de 2002   | Palomar              | NEAT                     |
| 430564 | 2002 PW32              | 6 d'agost de 2002      | Palomar              | NEAT                     |
| 430565 | 2002 PU112             | 12 d'agost de 2002     | Socorro              | LINEAR                   |
| 430566 | 2002 PK162             | 8 d'agost de 2002      | Palomar              | Hönig, S. F.             |
| 430567 | 2002 PO169             | 11 d'agost de 2002     | Haleakala            | NEAT                     |
| 430568 | 2002 PW172             | 11 d'agost de 2002     | Palomar              | NEAT                     |
| 430569 | 2002 PA183             | 8 d'agost de 2002      | Palomar              | NEAT                     |
| 430570 | 2002 QT43              | 30 d'agost de 2002     | Palomar              | NEAT                     |
| 430571 | 2002 QG51              | 16 d'agost de 2002     | Palomar              | Lowe, A.                 |
| 430572 | 2002 QV52              | 29 d'agost de 2002     | Palomar              | Hönig, S. F.             |
| 430573 | 2002 QU55              | 29 d'agost de 2002     | Palomar              | Hönig, S. F.             |
| 430574 | 2002 QC67              | 18 d'agost de 2002     | Palomar              | NEAT                     |
| 430575 | 2002 QT76              | 27 d'agost de 2002     | Palomar              | NEAT                     |
| 430576 | 2002 QG79              | 17 d'agost de 2002     | Palomar              | NEAT                     |
| 430577 | 2002 QV80              | 30 d'agost de 2002     | Palomar              | NEAT                     |
| 430578 | 2002 QL84              | 16 d'agost de 2002     | Palomar              | NEAT                     |
| 430579 | 2002 QP107             | 17 d'agost de 2002     | Palomar              | NEAT                     |
| 430580 | 2002 QR112             | 17 d'agost de 2002     | Palomar              | NEAT                     |
| 430581 | 2002 QY116             | 29 d'agost de 2002     | Palomar              | NEAT                     |
| 430582 | 2002 QG123             | 29 d'agost de 2002     | Palomar              | NEAT                     |
| 430583 | 2002 QK134             | 30 d'agost de 2002     | Palomar              | NEAT                     |
| 430584 | 2002 QP135             | 30 d'agost de 2002     | Palomar              | NEAT                     |
| 430585 | 2002 QA139             | 17 d'agost de 2002     | Palomar              | NEAT                     |
| 430586 | 2002 RM66              | 6 de setembre de 2002  | Socorro              | LINEAR                   |
| 430587 | 2002 RL137             | 13 de setembre de 2002 | Palomar              | NEAT                     |
| 430588 | 2002 RK177             | 13 de setembre de 2002 | Palomar              | NEAT                     |
| 430589 | 2002 RT217             | 14 de setembre de 2002 | Palomar              | NEAT                     |
| 430590 | 2002 RA268             | 12 de setembre de 2002 | Palomar              | NEAT                     |
| 430591 | 2002 SY12              | 27 de setembre de 2002 | Palomar              | NEAT                     |
| 430592 | 2002 SZ18              | 14 d'agost de 2002     | Socorro              | LINEAR                   |
| 430593 | 2002 SK38              | 30 de setembre de 2002 | Socorro              | LINEAR                   |
| 430594 | 2002 SC40              | 7 de setembre de 2002  | Socorro              | LINEAR                   |
| 430595 | 2002 SG54              | 12 d'agost de 2002     | Socorro              | LINEAR                   |
| 430596 | 2002 SD62              | 17 de setembre de 2002 | Palomar              | NEAT                     |
| 430597 | 2002 SP71              | 26 de setembre de 2002 | Palomar              | NEAT                     |
| 430598 | 2002 SZ74              | 26 de setembre de 1995 | Kitt Peak            | Spacewatch               |
| 430599 | 2002 TA20              | 2 d'octubre de 2002    | Socorro              | LINEAR                   |
| 430600 | 2002 TN181             | 7 de setembre de 2002  | Socorro              | LINEAR                   |

## 430601– 430700
| Nom    | Designació provisional | Data de descobriment   | Lloc de descobriment | Descobridor/s              |
| ------ | ---------------------- | ---------------------- | -------------------- | -------------------------- |
| 430601 | 2002 TF204             | 4 d'octubre de 2002    | Socorro              | LINEAR                     |
| 430602 | 2002 TM310             | 30 de gener de 2000    | Kitt Peak            | Spacewatch                 |
| 430603 | 2002 TH338             | 5 d'octubre de 2002    | Apache Point         | Sloan Digital Sky Survey   |
| 430604 | 2002 TO353             | 10 d'octubre de 2002   | Apache Point         | Sloan Digital Sky Survey   |
| 430605 | 2002 TF367             | 10 d'octubre de 2002   | Apache Point         | Sloan Digital Sky Survey   |
| 430606 | 2002 UU60              | 29 d'octubre de 2002   | Apache Point         | Sloan Digital Sky Survey   |
| 430607 | 2002 UC72              | 18 d'octubre de 2002   | Palomar              | NEAT                       |
| 430608 | 2002 VD13              | 4 de novembre de 2002  | Palomar              | NEAT                       |
| 430609 | 2002 WP1               | 23 de novembre de 2002 | Palomar              | NEAT                       |
| 430610 | 2002 WM7               | 7 de novembre de 2002  | Kitt Peak            | Spacewatch                 |
| 430611 | 2002 WT19              | 24 de novembre de 2002 | Palomar              | Hönig, S. F.               |
| 430612 | 2002 WU21              | 25 de novembre de 2002 | Palomar              | NEAT                       |
| 430613 | 2002 WE30              | 24 de novembre de 2002 | Palomar              | NEAT                       |
| 430614 | 2002 XL51              | 10 de desembre de 2002 | Socorro              | LINEAR                     |
| 430615 | 2002 XK117             | 10 de desembre de 2002 | Palomar              | NEAT                       |
| 430616 | 2002 YJ6               | 28 de desembre de 2002 | Socorro              | LINEAR                     |
| 430617 | 2003 BP                | 24 de gener de 2003    | Palomar              | NEAT                       |
| 430618 | 2003 BX8               | 26 de gener de 2003    | Anderson Mesa        | LONEOS                     |
| 430619 | 2003 CX                | 1 de febrer de 2003    | Socorro              | LINEAR                     |
| 430620 | 2003 DT9               | 22 de febrer de 2003   | Palomar              | NEAT                       |
| 430621 | 2003 EH19              | 6 de març de 2003      | Anderson Mesa        | LONEOS                     |
| 430622 | 2003 EO63              | 11 de març de 2003     | Palomar              | NEAT                       |
| 430623 | 2003 FG133             | 26 de març de 2003     | Kitt Peak            | Spacewatch                 |
| 430624 | 2003 GA28              | 7 d'abril de 2003      | Kitt Peak            | Spacewatch                 |
| 430625 | 2003 GZ50              | 8 d'abril de 2003      | Haleakala            | NEAT                       |
| 430626 | 2003 QH8               | 5 d'agost de 2003      | Socorro              | LINEAR                     |
| 430627 | 2003 QM15              | 20 d'agost de 2003     | Palomar              | NEAT                       |
| 430628 | 2003 QN23              | 20 d'agost de 2003     | Campo Imperatore     | CINEOS                     |
| 430629 | 2003 QW27              | 23 d'agost de 2003     | Kleť                 | Klet                       |
| 430630 | 2003 QU72              | 23 d'agost de 2003     | Palomar              | NEAT                       |
| 430631 | 2003 QL73              | 24 d'agost de 2003     | Socorro              | LINEAR                     |
| 430632 | 2003 QS75              | 24 d'agost de 2003     | Socorro              | LINEAR                     |
| 430633 | 2003 QH90              | 26 d'agost de 2003     | Črni Vrh             | Crni Vrh                   |
| 430634 | 2003 RF10              | 3 de setembre de 2003  | Bergisch Gladbach    | Bickel, W.                 |
| 430635 | 2003 RR18              | 15 de setembre de 2003 | Anderson Mesa        | LONEOS                     |
| 430636 | 2003 SF48              | 18 de setembre de 2003 | Palomar              | NEAT                       |
| 430637 | 2003 SA50              | 18 de setembre de 2003 | Palomar              | NEAT                       |
| 430638 | 2003 SA58              | 26 d'agost de 2003     | Socorro              | LINEAR                     |
| 430639 | 2003 SG64              | 18 de setembre de 2003 | Campo Imperatore     | CINEOS                     |
| 430640 | 2003 SJ68              | 17 de setembre de 2003 | Kitt Peak            | Spacewatch                 |
| 430641 | 2003 SM69              | 17 de setembre de 2003 | Kitt Peak            | Spacewatch                 |
| 430642 | 2003 SE89              | 25 d'agost de 2003     | Socorro              | LINEAR                     |
| 430643 | 2003 SU105             | 20 de setembre de 2003 | Palomar              | NEAT                       |
| 430644 | 2003 SZ132             | 19 de setembre de 2003 | Kitt Peak            | Spacewatch                 |
| 430645 | 2003 SU135             | 19 de setembre de 2003 | Campo Imperatore     | CINEOS                     |
| 430646 | 2003 SH139             | 18 de setembre de 2003 | Anderson Mesa        | LONEOS                     |
| 430647 | 2003 SO174             | 18 de setembre de 2003 | Kitt Peak            | Spacewatch                 |
| 430648 | 2003 SX186             | 22 de setembre de 2003 | Anderson Mesa        | LONEOS                     |
| 430649 | 2003 SN193             | 28 d'agost de 2003     | Socorro              | LINEAR                     |
| 430650 | 2003 SR205             | 16 de setembre de 2003 | Kitt Peak            | Spacewatch                 |
| 430651 | 2003 SO229             | 27 de setembre de 2003 | Kitt Peak            | Spacewatch                 |
| 430652 | 2003 SJ238             | 25 d'agost de 2003     | Socorro              | LINEAR                     |
| 430653 | 2003 SO274             | 16 de setembre de 2003 | Kitt Peak            | Spacewatch                 |
| 430654 | 2003 SJ293             | 4 de setembre de 2003  | Socorro              | LINEAR                     |
| 430655 | 2003 SY325             | 18 de setembre de 2003 | Palomar              | NEAT                       |
| 430656 | 2003 SD335             | 26 de setembre de 2003 | Apache Point         | Sloan Digital Sky Survey   |
| 430657 | 2003 SC338             | 24 de setembre de 2003 | Palomar              | NEAT                       |
| 430658 | 2003 SO353             | 18 de setembre de 2003 | Kitt Peak            | Spacewatch                 |
| 430659 | 2003 SH360             | 21 de setembre de 2003 | Kitt Peak            | Spacewatch                 |
| 430660 | 2003 SG362             | 22 de setembre de 2003 | Kitt Peak            | Spacewatch                 |
| 430661 | 2003 ST363             | 26 de setembre de 2003 | Apache Point         | Sloan Digital Sky Survey   |
| 430662 | 2003 SP421             | 29 de setembre de 2003 | Apache Point         | Sloan Digital Sky Survey   |
| 430663 | 2003 UO3               | 16 d'octubre de 2003   | Anderson Mesa        | LONEOS                     |
| 430664 | 2003 UB4               | 21 de setembre de 2003 | Anderson Mesa        | LONEOS                     |
| 430665 | 2003 UQ76              | 17 d'octubre de 2003   | Anderson Mesa        | LONEOS                     |
| 430666 | 2003 UW95              | 20 de setembre de 2003 | Anderson Mesa        | LONEOS                     |
| 430667 | 2003 UD196             | 21 d'octubre de 2003   | Kitt Peak            | Spacewatch                 |
| 430668 | 2003 US197             | 21 d'octubre de 2003   | Anderson Mesa        | LONEOS                     |
| 430669 | 2003 UZ242             | 24 d'octubre de 2003   | Socorro              | LINEAR                     |
| 430670 | 2003 UR269             | 19 d'octubre de 2003   | Kitt Peak            | Spacewatch                 |
| 430671 | 2003 UC294             | 16 d'octubre de 2003   | Kitt Peak            | Spacewatch                 |
| 430672 | 2003 UJ324             | 17 d'octubre de 2003   | Apache Point         | Sloan Digital Sky Survey   |
| 430673 | 2003 UL324             | 17 d'octubre de 2003   | Apache Point         | Sloan Digital Sky Survey   |
| 430674 | 2003 UJ332             | 18 d'octubre de 2003   | Apache Point         | Sloan Digital Sky Survey   |
| 430675 | 2003 UF348             | 19 d'octubre de 2003   | Apache Point         | Sloan Digital Sky Survey   |
| 430676 | 2003 VD                | 3 de novembre de 2003  | Socorro              | LINEAR                     |
| 430677 | 2003 VV4               | 15 de novembre de 2003 | Kitt Peak            | Spacewatch                 |
| 430678 | 2003 VM10              | 15 de novembre de 2003 | Palomar              | NEAT                       |
| 430679 | 2003 WE24              | 18 de novembre de 2003 | Palomar              | NEAT                       |
| 430680 | 2003 WM51              | 19 de novembre de 2003 | Kitt Peak            | Spacewatch                 |
| 430681 | 2003 WJ54              | 25 d'octubre de 2003   | Socorro              | LINEAR                     |
| 430682 | 2003 WV72              | 5 d'octubre de 2003    | Socorro              | LINEAR                     |
| 430683 | 2003 WC93              | 19 de novembre de 2003 | Anderson Mesa        | LONEOS                     |
| 430684 | 2003 WR93              | 19 de novembre de 2003 | Anderson Mesa        | LONEOS                     |
| 430685 | 2003 WP99              | 20 de novembre de 2003 | Socorro              | LINEAR                     |
| 430686 | 2003 WM110             | 18 d'octubre de 2003   | Kitt Peak            | Spacewatch                 |
| 430687 | 2003 WX158             | 15 de novembre de 2003 | Kitt Peak            | Spacewatch                 |
| 430688 | 2003 WB166             | 30 de novembre de 2003 | Nogales              | Tenagra II                 |
| 430689 | 2003 XL10              | 5 de desembre de 2003  | Nogales              | Schwartz, Holvorcem, P. R. |
| 430690 | 2003 XR32              | 1 de desembre de 2003  | Kitt Peak            | Spacewatch                 |
| 430691 | 2003 YO17              | 21 de desembre de 2003 | Kitt Peak            | Spacewatch                 |
| 430692 | 2003 YB25              | 18 de desembre de 2003 | Socorro              | LINEAR                     |
| 430693 | 2003 YN39              | 19 de desembre de 2003 | Kitt Peak            | Spacewatch                 |
| 430694 | 2003 YZ39              | 19 de desembre de 2003 | Kitt Peak            | Spacewatch                 |
| 430695 | 2003 YX117             | 17 de desembre de 2003 | Socorro              | LINEAR                     |
| 430696 | 2004 BS5               | 16 de gener de 2004    | Kitt Peak            | Spacewatch                 |
| 430697 | 2004 BK58              | 23 de gener de 2004    | Socorro              | LINEAR                     |
| 430698 | 2004 BD90              | 23 de gener de 2004    | Anderson Mesa        | LONEOS                     |
| 430699 | 2004 BM100             | 19 de gener de 2004    | Kitt Peak            | Spacewatch                 |
| 430700 | 2004 BW135             | 19 de gener de 2004    | Kitt Peak            | Spacewatch                 |

## 430701– 430800
| Nom    | Designació provisional | Data de descobriment   | Lloc de descobriment | Descobridor/s        |
| ------ | ---------------------- | ---------------------- | -------------------- | -------------------- |
| 430701 | 2004 CU9               | 22 de gener de 2004    | Socorro              | LINEAR               |
| 430702 | 2004 CR18              | 10 de febrer de 2004   | Palomar              | NEAT                 |
| 430703 | 2004 CY20              | 11 de febrer de 2004   | Kitt Peak            | Spacewatch           |
| 430704 | 2004 CT39              | 12 de febrer de 2004   | Goodricke-Pigott     | Goodricke-Pigott     |
| 430705 | 2004 CB48              | 14 de febrer de 2004   | Haleakala            | NEAT                 |
| 430706 | 2004 CG55              | 12 de febrer de 2004   | Kitt Peak            | Spacewatch           |
| 430707 | 2004 DZ45              | 19 de febrer de 2004   | Socorro              | LINEAR               |
| 430708 | 2004 DB56              | 22 de febrer de 2004   | Kitt Peak            | Spacewatch           |
| 430709 | 2004 DF56              | 22 de febrer de 2004   | Kitt Peak            | Spacewatch           |
| 430710 | 2004 DL57              | 23 de febrer de 2004   | Socorro              | LINEAR               |
| 430711 | 2004 EY3               | 10 de març de 2004     | Palomar              | NEAT                 |
| 430712 | 2004 EK4               | 11 de març de 2004     | Palomar              | NEAT                 |
| 430713 | 2004 EN9               | 14 de març de 2004     | Socorro              | LINEAR               |
| 430714 | 2004 EQ11              | 17 de febrer de 2004   | Socorro              | LINEAR               |
| 430715 | 2004 EN19              | 14 de març de 2004     | Kitt Peak            | Spacewatch           |
| 430716 | 2004 EZ33              | 12 de març de 2004     | Palomar              | NEAT                 |
| 430717 | 2004 ET51              | 15 de febrer de 2004   | Catalina             | CSS                  |
| 430718 | 2004 EB53              | 15 de març de 2004     | Socorro              | LINEAR               |
| 430719 | 2004 EO66              | 14 de març de 2004     | Socorro              | LINEAR               |
| 430720 | 2004 EK73              | 15 de març de 2004     | Catalina             | CSS                  |
| 430721 | 2004 EO76              | 15 de març de 2004     | Kitt Peak            | Spacewatch           |
| 430722 | 2004 FG3               | 18 de març de 2004     | Socorro              | LINEAR               |
| 430723 | 2004 FY4               | 18 de març de 2004     | Socorro              | LINEAR               |
| 430724 | 2004 FY40              | 18 de març de 2004     | Socorro              | LINEAR               |
| 430725 | 2004 FB53              | 19 de març de 2004     | Socorro              | LINEAR               |
| 430726 | 2004 FV84              | 18 de març de 2004     | Socorro              | LINEAR               |
| 430727 | 2004 FU90              | 29 de febrer de 2004   | Kitt Peak            | Spacewatch           |
| 430728 | 2004 FR100             | 23 de març de 2004     | Kitt Peak            | Spacewatch           |
| 430729 | 2004 FD130             | 22 de març de 2004     | Anderson Mesa        | LONEOS               |
| 430730 | 2004 GE15              | 12 d'abril de 2004     | Socorro              | LINEAR               |
| 430731 | 2004 GL23              | 12 d'abril de 2004     | Kitt Peak            | Spacewatch           |
| 430732 | 2004 GW34              | 13 d'abril de 2004     | Palomar              | NEAT                 |
| 430733 | 2004 GS41              | 13 d'abril de 2004     | Kitt Peak            | Spacewatch           |
| 430734 | 2004 GA44              | 12 d'abril de 2004     | Kitt Peak            | Spacewatch           |
| 430735 | 2004 GD47              | 12 d'abril de 2004     | Kitt Peak            | Spacewatch           |
| 430736 | 2004 GN57              | 14 d'abril de 2004     | Kitt Peak            | Spacewatch           |
| 430737 | 2004 GR74              | 15 d'abril de 2004     | Socorro              | LINEAR               |
| 430738 | 2004 HH21              | 16 d'abril de 2004     | Kitt Peak            | Spacewatch           |
| 430739 | 2004 HA32              | 19 d'abril de 2004     | Socorro              | LINEAR               |
| 430740 | 2004 HQ47              | 22 d'abril de 2004     | Catalina             | CSS                  |
| 430741 | 2004 HM56              | 25 d'abril de 2004     | Anderson Mesa        | LONEOS               |
| 430742 | 2004 HN56              | 25 d'abril de 2004     | Anderson Mesa        | LONEOS               |
| 430743 | 2004 JP31              | 15 de maig de 2004     | Campo Imperatore     | CINEOS               |
| 430744 | 2004 JG42              | 14 de maig de 2004     | Kitt Peak            | Spacewatch           |
| 430745 | 2004 KX8               | 18 de maig de 2004     | Socorro              | LINEAR               |
| 430746 | 2004 LN1               | 10 de juny de 2004     | Socorro              | LINEAR               |
| 430747 | 2004 NE                | 7 de juliol de 2004    | Campo Imperatore     | CINEOS               |
| 430748 | 2004 NJ30              | 30 de juny de 2004     | Siding Spring        | Siding Spring Survey |
| 430749 | 2004 NW33              | 13 de juliol de 2004   | Siding Spring        | Siding Spring Survey |
| 430750 | 2004 PZ11              | 7 d'agost de 2004      | Palomar              | NEAT                 |
| 430751 | 2004 PJ20              | 16 de juny de 2004     | Kitt Peak            | Spacewatch           |
| 430752 | 2004 PR27              | 9 d'agost de 2004      | Reedy Creek          | Broughton, J.        |
| 430753 | 2004 PX104             | 5 d'agost de 2004      | Palomar              | NEAT                 |
| 430754 | 2004 QQ13              | 22 d'agost de 2004     | Reedy Creek          | Broughton, J.        |
| 430755 | 2004 RH16              | 7 de setembre de 2004  | Kitt Peak            | Spacewatch           |
| 430756 | 2004 RO20              | 7 de setembre de 2004  | Kitt Peak            | Spacewatch           |
| 430757 | 2004 RU52              | 8 de setembre de 2004  | Socorro              | LINEAR               |
| 430758 | 2004 RW52              | 11 d'agost de 2004     | Socorro              | LINEAR               |
| 430759 | 2004 RE65              | 8 de setembre de 2004  | Socorro              | LINEAR               |
| 430760 | 2004 RF66              | 8 de setembre de 2004  | Socorro              | LINEAR               |
| 430761 | 2004 RL93              | 25 d'agost de 2004     | Kitt Peak            | Spacewatch           |
| 430762 | 2004 RP136             | 7 de setembre de 2004  | Palomar              | NEAT                 |
| 430763 | 2004 RF146             | 9 de setembre de 2004  | Socorro              | LINEAR               |
| 430764 | 2004 RM156             | 10 de setembre de 2004 | Socorro              | LINEAR               |
| 430765 | 2004 RU174             | 10 de setembre de 2004 | Socorro              | LINEAR               |
| 430766 | 2004 RC184             | 10 de setembre de 2004 | Socorro              | LINEAR               |
| 430767 | 2004 RY243             | 10 de setembre de 2004 | Kitt Peak            | Spacewatch           |
| 430768 | 2004 RV246             | 11 de setembre de 2004 | Socorro              | LINEAR               |
| 430769 | 2004 RW248             | 12 de setembre de 2004 | Socorro              | LINEAR               |
| 430770 | 2004 RZ250             | 14 de setembre de 2004 | Socorro              | LINEAR               |
| 430771 | 2004 RY276             | 13 de setembre de 2004 | Kitt Peak            | Spacewatch           |
| 430772 | 2004 RE299             | 11 de setembre de 2004 | Kitt Peak            | Spacewatch           |
| 430773 | 2004 RV331             | 11 de setembre de 2004 | Kitt Peak            | Spacewatch           |
| 430774 | 2004 RT346             | 11 de setembre de 2004 | Socorro              | LINEAR               |
| 430775 | 2004 SN12              | 17 de setembre de 2004 | Socorro              | LINEAR               |
| 430776 | 2004 SZ38              | 12 d'agost de 2004     | Socorro              | LINEAR               |
| 430777 | 2004 TS10              | 7 d'octubre de 2004    | Socorro              | LINEAR               |
| 430778 | 2004 TB31              | 9 de setembre de 2004  | Socorro              | LINEAR               |
| 430779 | 2004 TP92              | 5 d'octubre de 2004    | Kitt Peak            | Spacewatch           |
| 430780 | 2004 TN100             | 6 d'octubre de 2004    | Palomar              | NEAT                 |
| 430781 | 2004 TA105             | 7 d'octubre de 2004    | Kitt Peak            | Spacewatch           |
| 430782 | 2004 TJ120             | 6 d'octubre de 2004    | Palomar              | NEAT                 |
| 430783 | 2004 TA169             | 7 d'octubre de 2004    | Socorro              | LINEAR               |
| 430784 | 2004 TW173             | 8 d'octubre de 2004    | Socorro              | LINEAR               |
| 430785 | 2004 TJ196             | 7 d'octubre de 2004    | Kitt Peak            | Spacewatch           |
| 430786 | 2004 TT244             | 7 d'octubre de 2004    | Kitt Peak            | Spacewatch           |
| 430787 | 2004 TL263             | 9 d'octubre de 2004    | Kitt Peak            | Spacewatch           |
| 430788 | 2004 TH279             | 10 d'octubre de 2004   | Socorro              | LINEAR               |
| 430789 | 2004 TK292             | 10 d'octubre de 2004   | Kitt Peak            | Spacewatch           |
| 430790 | 2004 TS292             | 10 d'octubre de 2004   | Socorro              | LINEAR               |
| 430791 | 2004 TY295             | 10 d'octubre de 2004   | Kitt Peak            | Spacewatch           |
| 430792 | 2004 TG309             | 10 d'octubre de 2004   | Socorro              | LINEAR               |
| 430793 | 2004 TW327             | 4 d'octubre de 2004    | Palomar              | NEAT                 |
| 430794 | 2004 VS                | 2 de novembre de 2004  | Anderson Mesa        | LONEOS               |
| 430795 | 2004 VW36              | 15 d'octubre de 2004   | Mount Lemmon         | Mt. Lemmon Survey    |
| 430796 | 2004 VV37              | 4 de novembre de 2004  | Kitt Peak            | Spacewatch           |
| 430797 | 2004 VA39              | 15 d'octubre de 2004   | Kitt Peak            | Spacewatch           |
| 430798 | 2004 VJ40              | 23 d'octubre de 2004   | Kitt Peak            | Spacewatch           |
| 430799 | 2004 VQ52              | 4 de novembre de 2004  | Catalina             | CSS                  |
| 430800 | 2004 VO71              | 15 d'octubre de 2004   | Mount Lemmon         | Mt. Lemmon Survey    |

## 430801– 430900
| Nom    | Designació provisional | Data de descobriment   | Lloc de descobriment | Descobridor/s        |
| ------ | ---------------------- | ---------------------- | -------------------- | -------------------- |
| 430801 | 2004 VU95              | 23 d'octubre de 2004   | Kitt Peak            | Spacewatch           |
| 430802 | 2004 XK4               | 7 de desembre de 2004  | Socorro              | LINEAR               |
| 430803 | 2004 XW18              | 8 de desembre de 2004  | Socorro              | LINEAR               |
| 430804 | 2005 AD13              | 9 de gener de 2005     | Catalina             | CSS                  |
| 430805 | 2005 AJ67              | 20 de desembre de 2004 | Mount Lemmon         | Mt. Lemmon Survey    |
| 430806 | 2005 BG49              | 17 de gener de 2005    | Kitt Peak            | Spacewatch           |
| 430807 | 2005 CY31              | 1 de febrer de 2005    | Kitt Peak            | Spacewatch           |
| 430808 | 2005 CH63              | 9 de febrer de 2005    | Mount Lemmon         | Mt. Lemmon Survey    |
| 430809 | 2005 EE72              | 2 de març de 2005      | Catalina             | CSS                  |
| 430810 | 2005 ES106             | 4 de març de 2005      | Mount Lemmon         | Mt. Lemmon Survey    |
| 430811 | 2005 ED123             | 8 de març de 2005      | Kitt Peak            | Spacewatch           |
| 430812 | 2005 EK161             | 9 de març de 2005      | Mount Lemmon         | Mt. Lemmon Survey    |
| 430813 | 2005 ET164             | 11 de març de 2005     | Kitt Peak            | Spacewatch           |
| 430814 | 2005 EN188             | 10 de març de 2005     | Mount Lemmon         | Mt. Lemmon Survey    |
| 430815 | 2005 EQ224             | 4 de març de 2005      | Catalina             | CSS                  |
| 430816 | 2005 EE259             | 11 de març de 2005     | Mount Lemmon         | Mt. Lemmon Survey    |
| 430817 | 2005 GO32              | 11 de març de 2005     | Mount Lemmon         | Mt. Lemmon Survey    |
| 430818 | 2005 GU54              | 17 de març de 2005     | Kitt Peak            | Spacewatch           |
| 430819 | 2005 GZ70              | 4 d'abril de 2005      | Kitt Peak            | Spacewatch           |
| 430820 | 2005 GJ73              | 4 d'abril de 2005      | Catalina             | CSS                  |
| 430821 | 2005 GG75              | 5 d'abril de 2005      | Mount Lemmon         | Mt. Lemmon Survey    |
| 430822 | 2005 GS96              | 6 d'abril de 2005      | Mount Lemmon         | Mt. Lemmon Survey    |
| 430823 | 2005 GC134             | 10 d'abril de 2005     | Kitt Peak            | Spacewatch           |
| 430824 | 2005 GN147             | 11 d'abril de 2005     | Kitt Peak            | Spacewatch           |
| 430825 | 2005 GX154             | 10 d'abril de 2005     | Mount Lemmon         | Mt. Lemmon Survey    |
| 430826 | 2005 GQ205             | 11 d'abril de 2005     | Kitt Peak            | Buie, M. W.          |
| 430827 | 2005 JT2               | 3 d'abril de 2005      | Kitt Peak            | Spacewatch           |
| 430828 | 2005 JS37              | 6 d'abril de 2005      | Mount Lemmon         | Mt. Lemmon Survey    |
| 430829 | 2005 JN49              | 4 d'abril de 2005      | Kitt Peak            | Spacewatch           |
| 430830 | 2005 JF59              | 8 d'abril de 2005      | Mount Lemmon         | Mt. Lemmon Survey    |
| 430831 | 2005 JP63              | 7 d'abril de 2005      | Catalina             | CSS                  |
| 430832 | 2005 JL68              | 6 d'abril de 2005      | Catalina             | CSS                  |
| 430833 | 2005 JT74              | 8 d'abril de 2005      | Mount Lemmon         | Mt. Lemmon Survey    |
| 430834 | 2005 JW93              | 3 d'abril de 2005      | Kitt Peak            | Spacewatch           |
| 430835 | 2005 JF94              | 6 d'abril de 2005      | Socorro              | LINEAR               |
| 430836 | 2005 JO99              | 9 d'abril de 2005      | Kitt Peak            | Spacewatch           |
| 430837 | 2005 JF113             | 10 d'abril de 2005     | Kitt Peak            | Spacewatch           |
| 430838 | 2005 JX118             | 10 d'abril de 2005     | Mount Lemmon         | Mt. Lemmon Survey    |
| 430839 | 2005 JO120             | 10 d'abril de 2005     | Kitt Peak            | Spacewatch           |
| 430840 | 2005 JH121             | 10 d'abril de 2005     | Kitt Peak            | Spacewatch           |
| 430841 | 2005 JC139             | 13 d'abril de 2005     | Mount Lemmon         | Mt. Lemmon Survey    |
| 430842 | 2005 KG8               | 20 d'abril de 2005     | Palomar              | NEAT                 |
| 430843 | 2005 LX4               | 10 d'abril de 2005     | Kitt Peak            | Spacewatch           |
| 430844 | 2005 LE8               | 1 de juny de 2005      | Kitt Peak            | Spacewatch           |
| 430845 | 2005 LL13              | 4 de juny de 2005      | Kitt Peak            | Spacewatch           |
| 430846 | 2005 LG16              | 5 de juny de 2005      | Kitt Peak            | Spacewatch           |
| 430847 | 2005 LA19              | 8 de juny de 2005      | Kitt Peak            | Spacewatch           |
| 430848 | 2005 LW25              | 8 de juny de 2005      | Kitt Peak            | Spacewatch           |
| 430849 | 2005 LH32              | 5 de maig de 2005      | Mount Lemmon         | Mt. Lemmon Survey    |
| 430850 | 2005 LF46              | 13 de juny de 2005     | Mount Lemmon         | Mt. Lemmon Survey    |
| 430851 | 2005 LT53              | 11 de juny de 2005     | Kitt Peak            | Spacewatch           |
| 430852 | 2005 MX15              | 24 de juny de 2005     | Palomar              | NEAT                 |
| 430853 | 2005 MZ23              | 27 de juny de 2005     | Anderson Mesa        | LONEOS               |
| 430854 | 2005 MP26              | 28 de juny de 2005     | Kitt Peak            | Spacewatch           |
| 430855 | 2005 MR50              | 30 de juny de 2005     | Kitt Peak            | Spacewatch           |
| 430856 | 2005 MF54              | 28 de juny de 2005     | Palomar              | NEAT                 |
| 430857 | 2005 NG15              | 2 de juliol de 2005    | Kitt Peak            | Spacewatch           |
| 430858 | 2005 NZ22              | 6 de juny de 2005      | Kitt Peak            | Spacewatch           |
| 430859 | 2005 NR30              | 4 de juliol de 2005    | Kitt Peak            | Spacewatch           |
| 430860 | 2005 NY44              | 9 de juliol de 2005    | Catalina             | CSS                  |
| 430861 | 2005 NS56              | 5 de juliol de 2005    | Kitt Peak            | Spacewatch           |
| 430862 | 2005 NZ75              | 10 de juliol de 2005   | Kitt Peak            | Spacewatch           |
| 430863 | 2005 NJ123             | 8 de juliol de 2005    | Kitt Peak            | Spacewatch           |
| 430864 | 2005 OM14              | 31 de juliol de 2005   | Siding Spring        | Siding Spring Survey |
| 430865 | 2005 PW2               | 2 d'agost de 2005      | Socorro              | LINEAR               |
| 430866 | 2005 PP9               | 4 d'agost de 2005      | Palomar              | NEAT                 |
| 430867 | 2005 PB20              | 6 d'agost de 2005      | Palomar              | NEAT                 |
| 430868 | 2005 PU23              | 6 d'agost de 2005      | Palomar              | NEAT                 |
| 430869 | 2005 QP3               | 24 d'agost de 2005     | Palomar              | NEAT                 |
| 430870 | 2005 QR13              | 24 d'agost de 2005     | Palomar              | NEAT                 |
| 430871 | 2005 QJ21              | 26 d'agost de 2005     | Anderson Mesa        | LONEOS               |
| 430872 | 2005 QD22              | 27 d'agost de 2005     | Kitt Peak            | Spacewatch           |
| 430873 | 2005 QU45              | 26 d'agost de 2005     | Palomar              | NEAT                 |
| 430874 | 2005 QE56              | 28 d'agost de 2005     | Kitt Peak            | Spacewatch           |
| 430875 | 2005 QS60              | 3 de juny de 2005      | Kitt Peak            | Spacewatch           |
| 430876 | 2005 QF71              | 29 d'agost de 2005     | Socorro              | LINEAR               |
| 430877 | 2005 QE79              | 26 d'agost de 2005     | Campo Imperatore     | CINEOS               |
| 430878 | 2005 QL84              | 30 d'agost de 2005     | Campo Imperatore     | CINEOS               |
| 430879 | 2005 QN96              | 27 d'agost de 2005     | Palomar              | NEAT                 |
| 430880 | 2005 QW98              | 27 d'agost de 2005     | Palomar              | NEAT                 |
| 430881 | 2005 QE108             | 27 d'agost de 2005     | Palomar              | NEAT                 |
| 430882 | 2005 QC114             | 27 d'agost de 2005     | Palomar              | NEAT                 |
| 430883 | 2005 QO114             | 27 d'agost de 2005     | Palomar              | NEAT                 |
| 430884 | 2005 QM141             | 30 d'agost de 2005     | Campo Imperatore     | CINEOS               |
| 430885 | 2005 QY141             | 30 d'agost de 2005     | Socorro              | LINEAR               |
| 430886 | 2005 QX148             | 31 d'agost de 2005     | Campo Imperatore     | CINEOS               |
| 430887 | 2005 QE149             | 26 d'agost de 2005     | Palomar              | NEAT                 |
| 430888 | 2005 QD180             | 27 d'agost de 2005     | Anderson Mesa        | LONEOS               |
| 430889 | 2005 QH180             | 27 d'agost de 2005     | Palomar              | NEAT                 |
| 430890 | 2005 QN180             | 28 d'agost de 2005     | Anderson Mesa        | LONEOS               |
| 430891 | 2005 QK188             | 31 d'agost de 2005     | Palomar              | NEAT                 |
| 430892 | 2005 QT188             | 29 d'agost de 2005     | Kitt Peak            | Spacewatch           |
| 430893 | 2005 RZ20              | 1 de setembre de 2005  | Campo Imperatore     | CINEOS               |
| 430894 | 2005 RF40              | 5 de setembre de 2005  | Catalina             | CSS                  |
| 430895 | 2005 RO44              | 1 de setembre de 2005  | Campo Imperatore     | CINEOS               |
| 430896 | 2005 SS3               | 23 de setembre de 2005 | Kitt Peak            | Spacewatch           |
| 430897 | 2005 SD16              | 26 de setembre de 2005 | Kitt Peak            | Spacewatch           |
| 430898 | 2005 SC17              | 26 de setembre de 2005 | Kitt Peak            | Spacewatch           |
| 430899 | 2005 SW25              | 1 de setembre de 2005  | Kitt Peak            | Spacewatch           |
| 430900 | 2005 SX29              | 23 de setembre de 2005 | Kitt Peak            | Spacewatch           |

## 430901– 431000
| Nom    | Designació provisional | Data de descobriment   | Lloc de descobriment | Descobridor/s     |
| ------ | ---------------------- | ---------------------- | -------------------- | ----------------- |
| 430901 | 2005 SQ46              | 24 de setembre de 2005 | Kitt Peak            | Spacewatch        |
| 430902 | 2005 SW49              | 24 de setembre de 2005 | Kitt Peak            | Spacewatch        |
| 430903 | 2005 SR51              | 24 de setembre de 2005 | Kitt Peak            | Spacewatch        |
| 430904 | 2005 SA69              | 27 de setembre de 2005 | Kitt Peak            | Spacewatch        |
| 430905 | 2005 SQ87              | 24 de setembre de 2005 | Kitt Peak            | Spacewatch        |
| 430906 | 2005 SQ125             | 29 de setembre de 2005 | Mount Lemmon         | Mt. Lemmon Survey |
| 430907 | 2005 SF161             | 27 de setembre de 2005 | Kitt Peak            | Spacewatch        |
| 430908 | 2005 SS168             | 29 de setembre de 2005 | Kitt Peak            | Spacewatch        |
| 430909 | 2005 SM173             | 29 de setembre de 2005 | Kitt Peak            | Spacewatch        |
| 430910 | 2005 SY205             | 30 de setembre de 2005 | Anderson Mesa        | LONEOS            |
| 430911 | 2005 ST240             | 30 de setembre de 2005 | Kitt Peak            | Spacewatch        |
| 430912 | 2005 SU256             | 22 de setembre de 2005 | Palomar              | NEAT              |
| 430913 | 2005 SL259             | 24 de setembre de 2005 | Anderson Mesa        | LONEOS            |
| 430914 | 2005 SA271             | 30 de setembre de 2005 | Anderson Mesa        | LONEOS            |
| 430915 | 2005 SX278             | 24 de setembre de 2005 | Kitt Peak            | Spacewatch        |
| 430916 | 2005 SN290             | 26 de setembre de 2005 | Kitt Peak            | Spacewatch        |
| 430917 | 2005 TP14              | 3 d'octubre de 2005    | Catalina             | CSS               |
| 430918 | 2005 TN16              | 1 d'octubre de 2005    | Kitt Peak            | Spacewatch        |
| 430919 | 2005 TM32              | 1 d'octubre de 2005    | Kitt Peak            | Spacewatch        |
| 430920 | 2005 TZ40              | 2 d'octubre de 2005    | Palomar              | NEAT              |
| 430921 | 2005 TO54              | 1 d'octubre de 2005    | Catalina             | CSS               |
| 430922 | 2005 TV58              | 1 d'octubre de 2005    | Mount Lemmon         | Mt. Lemmon Survey |
| 430923 | 2005 TS59              | 24 de setembre de 2005 | Kitt Peak            | Spacewatch        |
| 430924 | 2005 TY63              | 6 d'octubre de 2005    | Catalina             | CSS               |
| 430925 | 2005 TC99              | 7 d'octubre de 2005    | Catalina             | CSS               |
| 430926 | 2005 TD113             | 7 d'octubre de 2005    | Kitt Peak            | Spacewatch        |
| 430927 | 2005 TC134             | 10 d'octubre de 2005   | Kitt Peak            | Spacewatch        |
| 430928 | 2005 TA163             | 9 d'octubre de 2005    | Kitt Peak            | Spacewatch        |
| 430929 | 2005 TK190             | 2 d'octubre de 2005    | Mount Lemmon         | Mt. Lemmon Survey |
| 430930 | 2005 TP194             | 12 d'octubre de 2005   | Kitt Peak            | Spacewatch        |
| 430931 | 2005 UW39              | 24 d'octubre de 2005   | Kitt Peak            | Spacewatch        |
| 430932 | 2005 UJ45              | 22 d'octubre de 2005   | Kitt Peak            | Spacewatch        |
| 430933 | 2005 UR53              | 1 d'octubre de 2005    | Anderson Mesa        | LONEOS            |
| 430934 | 2005 UC61              | 25 d'octubre de 2005   | Mount Lemmon         | Mt. Lemmon Survey |
| 430935 | 2005 UJ85              | 22 d'octubre de 2005   | Kitt Peak            | Spacewatch        |
| 430936 | 2005 UV92              | 22 d'octubre de 2005   | Kitt Peak            | Spacewatch        |
| 430937 | 2005 UZ105             | 22 d'octubre de 2005   | Kitt Peak            | Spacewatch        |
| 430938 | 2005 UM117             | 24 d'octubre de 2005   | Kitt Peak            | Spacewatch        |
| 430939 | 2005 UA127             | 24 d'octubre de 2005   | Kitt Peak            | Spacewatch        |
| 430940 | 2005 UE139             | 25 d'octubre de 2005   | Kitt Peak            | Spacewatch        |
| 430941 | 2005 UT218             | 25 d'octubre de 2005   | Kitt Peak            | Spacewatch        |
| 430942 | 2005 UD234             | 25 d'octubre de 2005   | Kitt Peak            | Spacewatch        |
| 430943 | 2005 UP236             | 25 d'octubre de 2005   | Kitt Peak            | Spacewatch        |
| 430944 | 2005 UG241             | 25 d'octubre de 2005   | Kitt Peak            | Spacewatch        |
| 430945 | 2005 UZ243             | 25 d'octubre de 2005   | Kitt Peak            | Spacewatch        |
| 430946 | 2005 UC249             | 28 d'octubre de 2005   | Mount Lemmon         | Mt. Lemmon Survey |
| 430947 | 2005 UV296             | 26 d'octubre de 2005   | Kitt Peak            | Spacewatch        |
| 430948 | 2005 UP309             | 28 d'octubre de 2005   | Kitt Peak            | Spacewatch        |
| 430949 | 2005 UQ325             | 29 de setembre de 2005 | Mount Lemmon         | Mt. Lemmon Survey |
| 430950 | 2005 UM361             | 20 d'abril de 2004     | Kitt Peak            | Spacewatch        |
| 430951 | 2005 UZ361             | 27 d'octubre de 2005   | Kitt Peak            | Spacewatch        |
| 430952 | 2005 UY394             | 30 d'octubre de 2005   | Kitt Peak            | Spacewatch        |
| 430953 | 2005 UN482             | 24 de setembre de 2005 | Kitt Peak            | Spacewatch        |
| 430954 | 2005 UW513             | 26 d'octubre de 2005   | Kitt Peak            | Spacewatch        |
| 430955 | 2005 UC514             | 29 d'octubre de 2005   | Kitt Peak            | Spacewatch        |
| 430956 | 2005 UB517             | 25 d'octubre de 2005   | Apache Point         | Becker, A. C.     |
| 430957 | 2005 UL517             | 25 d'octubre de 2005   | Apache Point         | Becker, A. C.     |
| 430958 | 2005 UC526             | 29 d'octubre de 2005   | Kitt Peak            | Spacewatch        |
| 430959 | 2005 VH24              | 1 de novembre de 2005  | Kitt Peak            | Spacewatch        |
| 430960 | 2005 VH39              | 4 de novembre de 2005  | Kitt Peak            | Spacewatch        |
| 430961 | 2005 VT123             | 3 de novembre de 2005  | Kitt Peak            | Spacewatch        |
| 430962 | 2005 WX18              | 22 de novembre de 2005 | Kitt Peak            | Spacewatch        |
| 430963 | 2005 WN27              | 21 de novembre de 2005 | Kitt Peak            | Spacewatch        |
| 430964 | 2005 WY36              | 22 de novembre de 2005 | Kitt Peak            | Spacewatch        |
| 430965 | 2005 WX42              | 21 de novembre de 2005 | Kitt Peak            | Spacewatch        |
| 430966 | 2005 WW48              | 25 de novembre de 2005 | Kitt Peak            | Spacewatch        |
| 430967 | 2005 WA50              | 25 de novembre de 2005 | Mount Lemmon         | Mt. Lemmon Survey |
| 430968 | 2005 WD51              | 25 de novembre de 2005 | Kitt Peak            | Spacewatch        |
| 430969 | 2005 WT51              | 25 de novembre de 2005 | Kitt Peak            | Spacewatch        |
| 430970 | 2005 WD56              | 21 de novembre de 2005 | Anderson Mesa        | LONEOS            |
| 430971 | 2005 WL78              | 25 de novembre de 2005 | Kitt Peak            | Spacewatch        |
| 430972 | 2005 WM79              | 25 de novembre de 2005 | Kitt Peak            | Spacewatch        |
| 430973 | 2005 WT91              | 25 de novembre de 2005 | Catalina             | CSS               |
| 430974 | 2005 WQ93              | 25 de novembre de 2005 | Mount Lemmon         | Mt. Lemmon Survey |
| 430975 | 2005 WX94              | 26 de novembre de 2005 | Kitt Peak            | Spacewatch        |
| 430976 | 2005 WA96              | 26 de novembre de 2005 | Kitt Peak            | Spacewatch        |
| 430977 | 2005 WL111             | 30 de novembre de 2005 | Kitt Peak            | Spacewatch        |
| 430978 | 2005 WP115             | 29 de novembre de 2005 | Mount Lemmon         | Mt. Lemmon Survey |
| 430979 | 2005 WN119             | 28 de novembre de 2005 | Catalina             | CSS               |
| 430980 | 2005 WL135             | 25 de novembre de 2005 | Mount Lemmon         | Mt. Lemmon Survey |
| 430981 | 2005 WU140             | 26 de novembre de 2005 | Mount Lemmon         | Mt. Lemmon Survey |
| 430982 | 2005 WV141             | 29 de novembre de 2005 | Mount Lemmon         | Mt. Lemmon Survey |
| 430983 | 2005 WA147             | 25 de novembre de 2005 | Kitt Peak            | Spacewatch        |
| 430984 | 2005 WY152             | 29 de novembre de 2005 | Kitt Peak            | Spacewatch        |
| 430985 | 2005 WW153             | 29 de novembre de 2005 | Kitt Peak            | Spacewatch        |
| 430986 | 2005 WS157             | 25 de novembre de 2005 | Mount Lemmon         | Mt. Lemmon Survey |
| 430987 | 2005 WP160             | 28 de novembre de 2005 | Mount Lemmon         | Mt. Lemmon Survey |
| 430988 | 2005 WV160             | 28 de novembre de 2005 | Kitt Peak            | Spacewatch        |
| 430989 | 2005 WX172             | 30 de novembre de 2005 | Mount Lemmon         | Mt. Lemmon Survey |
| 430990 | 2005 WC183             | 28 de novembre de 2005 | Catalina             | CSS               |
| 430991 | 2005 XO12              | 1 de desembre de 2005  | Mount Lemmon         | Mt. Lemmon Survey |
| 430992 | 2005 XS24              | 2 de desembre de 2005  | Mount Lemmon         | Mt. Lemmon Survey |
| 430993 | 2005 XO37              | 4 de desembre de 2005  | Kitt Peak            | Spacewatch        |
| 430994 | 2005 XG44              | 2 de desembre de 2005  | Kitt Peak            | Spacewatch        |
| 430995 | 2005 XV45              | 2 de desembre de 2005  | Kitt Peak            | Spacewatch        |
| 430996 | 2005 XP47              | 2 de desembre de 2005  | Kitt Peak            | Spacewatch        |
| 430997 | 2005 XR65              | 5 de desembre de 2005  | Kitt Peak            | Spacewatch        |
| 430998 | 2005 XA78              | 10 de desembre de 2005 | Pla D'Arguines       | Pla D'Arguines    |
| 430999 | 2005 XL86              | 7 de desembre de 2005  | Kitt Peak            | Spacewatch        |
| 431000 | 2005 YT16              | 22 de desembre de 2005 | Kitt Peak            | Spacewatch        |